# Az első Lengyel Köztársaság, a felvirágzás kora (1572–1697)
Lengyelország történelmében 1572 és 1697 között zajlott az a több mint százhúsz éves időszak, ami az első Lengyel Köztársaság felvirágzásának korát jelentette. A II. Zsigmond Ágost által megkötött lublini unió (1569) következtében létrejött lengyel–litván államközösség egy választásos monarchia volt, az első 1573-ban megválasztott majd megkoronázott király pedig Valois Henrik lett. A Vasa-ház uralkodói alatt a két nemzet köztársasága a fénykorát élte: az 1630-as évekre területe elérte a közel egymillió négyzetkilométert, 1592 és 1599 között perszonálunióban állt Svédországgal, 1610-ben III. Zsigmond csapatai elfoglalták Moszkvát, majd fiát, Ulaszlót megválasztották a cári Oroszország trónjára.
A 17. század második felére az ország számos nehézséggel nézett szembe: 1648-ban kitört a Hmelnickij-felkelés, ami 1654-ben az orosz–lengyel háborúhoz vezetett, majd 1655-ben kitört a svédekkel vívott északi háború is. Az országot 1672-ben megtámadták a törökök, ám a chocimi csata során döntő lengyel győzelem született, ami végül Sobieski János királlyá választását eredményezte. A Sobieski vezette lengyel haderő a későbbi kahlenbergi csata (1683) során nemzetközi hírnévre tett szert.

## Etimológia
Az Első Lengyel Köztársaság (lengyelül: Pierwsza Rzeczpospolita) a közös lengyel–litván államközösség hagyományos neve, hogy megkülönböztessék a Második Lengyel Köztársaságtól. Bevett elnevezése a két nemzet köztársasága (lengyelül: Rzeczpospolita Obojga Narodów), ugyanakkor a hivatalos megnevezése Lengyel Királyság és Litván Nagyfejedelemség (lengyelül: Królestwo Polskie i Wielkie Księstwo Litewskie, latinul: Regnum Poloniae Magnusque Ducatus Lithuaniae) volt. Emellett használják még a nemesek köztársasága (lengyelül: Rzeczpospolita szlachecka) kifejezést is.
A Rzeczpospolita főnév a latin res publica kifejezés szó szerinti fordítása, de nem a mai értelemben véve (az állam, ahol nem király, hanem elnök kormányoz), hanem azt jelentette, hogy a lengyel–litván állam parlamentáris rendszerű, és uralkodói választhatók. A lengyel nyelvben ma is használatos ez a szó, de csak Lengyelországra vonatkozólag. A mostani lengyel állam hivatalos neve Rzeczpospolita Polska, nem „Republika Polska”, bár így fordítják ezt a nevet más nyelvekre.
Azt az országot, amely a lublini unió előtti Lengyel Királyságot alkotta, Koronának hívták. Mivel a korábbi lengyelországi területeket a Rzeczpospolita rendszerében Koronának hívták, a vele kapcsolatos fogalmakat (hadsereg, hivatalok stb.), a koronához kapcsolták (a korona hadserege – armia koronna). A litván résszel kapcsolatban álló fogalmakat a korábbiaknak megfelelően litvánnak nevezték. A lengyel és Lengyelország szavak pedig az egész lengyel–litván államra vonatkoztak.

## Az első szabad királyválasztás. Valois Henrik
1572. július 7-én II. Zsigmond Ágost lengyel király gyermektelenül halt meg, így kihalt a Jagellók férfiága. Elkezdődött az első interregnum. A törvény szerint az állami hatalmat Jakub Uchański Lengyelország prímása, mint interrex vette át. Összegyűlt egy rendkívüli szejm, (ún. sejm konwokacyjny) amely elfogadta a trónjelölteket, és megállapította a választás helyét és idejét. Mindegyik nemesnek joga volt részt venni az uralkodó választásában.

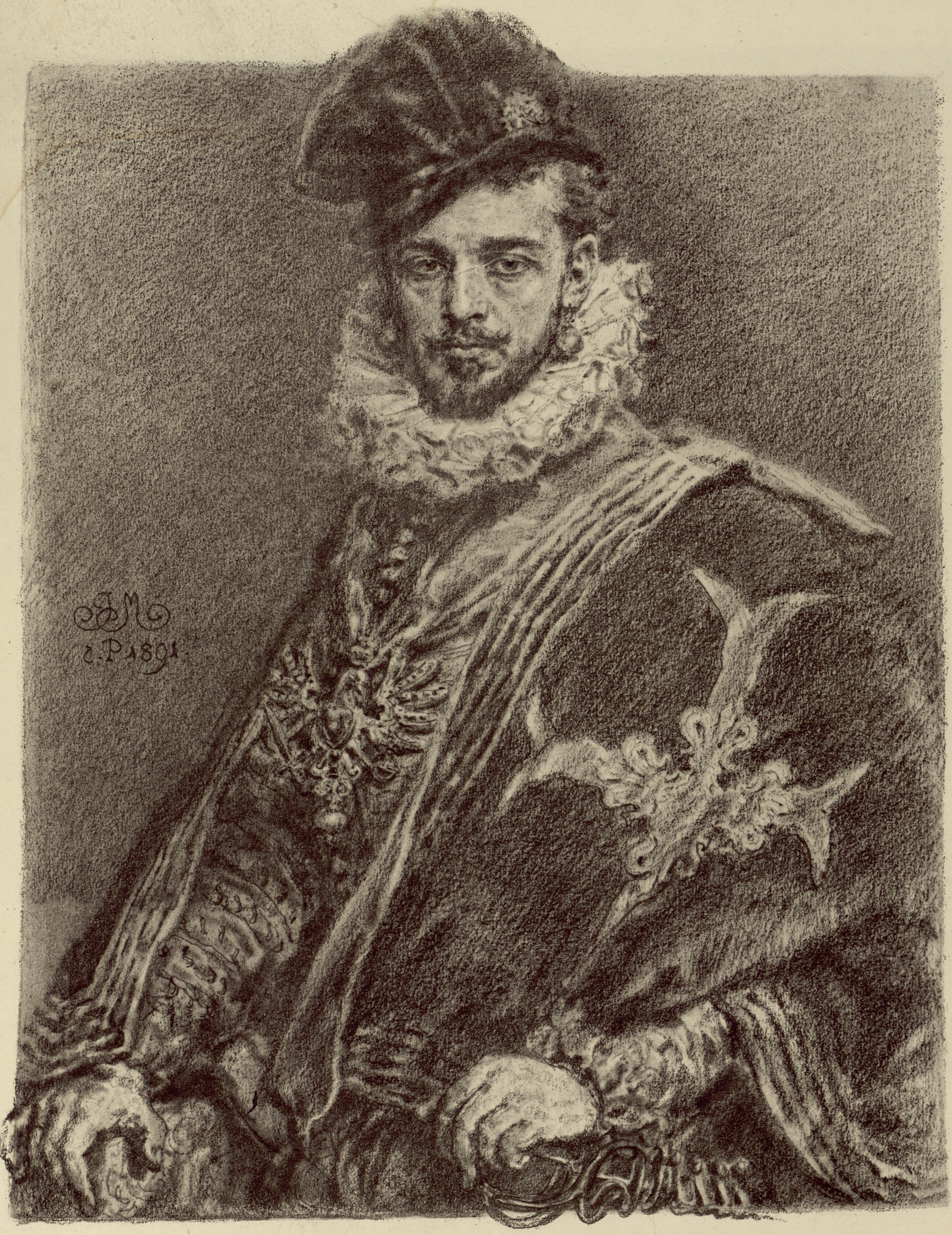
Valois Henrik Jan Matejko képén

A választás helyeként Varsót jelölték ki. Az interregnum korában úgynevezett csuklyás bíróságok (sądy kapturowe) gyakorolták a bírói hatalmat. A vallásszabadságot az úgynevezett varsói konföderáció biztosította. Az I. Köztársaságban minden királyválasztáskor az interregnum korában ilyen állami berendezkedés alakult ki.
A lengyel trónra pályáztak Habsburg Ernő osztrák főherceg, IV. Iván orosz cár, III. János svéd király és Valois Henrik herceg, IX. Károly francia király öccse. 1573. május 20-án a nemesek Valois Henriket választották ki. Megszavazták azokat a dokumentumokat is, amelyeket Henriknek alá kellett írnia a koronázás feltételeként. Mivel Henrik még nem volt Lengyelországban, ő nevében a francia követ írta alá. Ezek a következők voltak:
- Henrik-cikkelyek (lengyel nyelven artykuły henrykowskie, latinul articuli Henriciani) – megváltozhatatlan törvények, amelyek a hatalom gyakorlására vonatkozó legfontosabb szabályokat tartalmazták, és meghatározták a szejm és király közötti kapcsolatokat,
- pacta conventa (latinból megegyezett feltételek) – a király személyi kötelességeit tartalmazó dokumentumok (ma választási ígéreteknek hívnánk).

A dokumentumokkal a nemesség kifejezte abbeli félelmét, hogy Henrik abszolút hatalmat vezethet be Lengyelországban, és meg akarta előzni ezt. Ettől fogva mindegyik megválasztott királynak alá kellett írnia a Henrik-cikkelyeket és a pacta conventát koronázása előtt: a Henrik-cikkelyek mindig ugyanolyanok maradtak, a pacta conventa viszont királytól függően változott.
Az új uralkodó koronázása 1574. február 21-én ment végbe a waweli székesegyházban. A király nem beszélt latinul, és noha kitartóan részt vett a szenátus ülésein, nem tudott értekezni a szenátorokkal és az alattvalókkal. Ezért franciákkal vette körül magát, és kerülte a lengyeleket, ami tovább csökkentette az iránta érzett rokonszenvet. Amikor 1574 májusában meghalt IX. Károly, és a helyzet Franciaországban polgárháború kitörésével fenyegetett, a király francia társai rábeszélésére június 18-án éjjel elmenekült Lengyelországból. Párizsba érkezve Franciaország királya lett III. Henrik néven, és nem szándékozott visszajönni Lengyelországba, bár a nemesek felszólították a visszatérésre.

## Báthory István

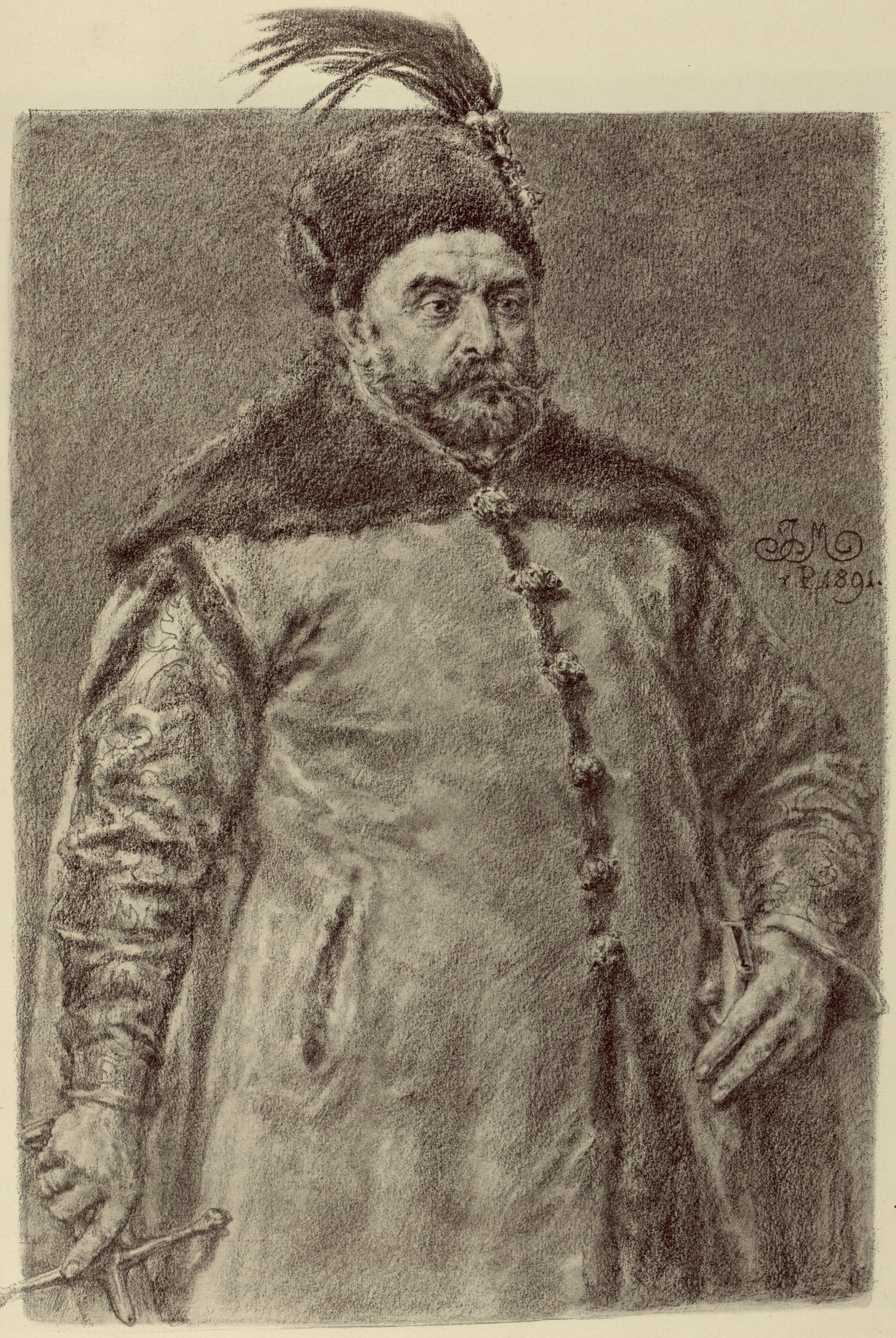
Báthory István Jan Matejko képén

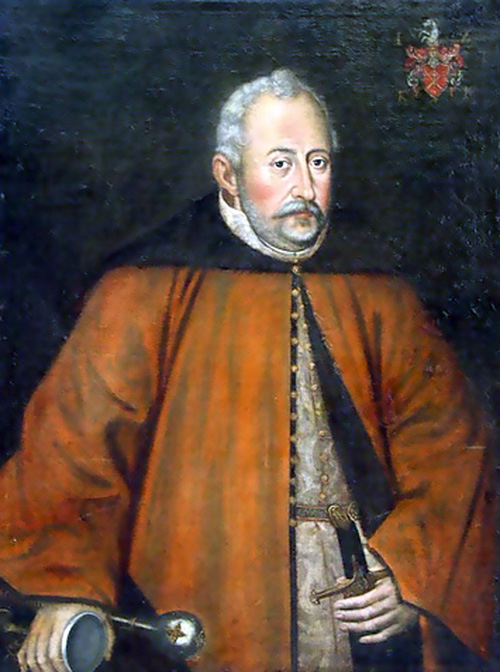
Jan Zamoyski kancellár

1575 tavaszán kihirdették Valois Henrik hivatalos trónfosztását, a második interregnum kezdetét és az új választások előkészítését. Többek között a következők pályáztak: II. Miksa német-római császár, Fjodor orosz cárfi, II. (d’Este) Alfonzo ferrarai herceg, valamint Báthory István (Stefan Batory) erdélyi fejedelem. December 12-én a szenátus (azaz a főurak és a főpapok) Miksát választották, ami kihívta a köznemesség szigorú tiltakozását, mert ők Jagelló Annának, Öreg Zsigmond király lányának a pártján álltak és az ő férjét, Báthoryt kiáltották ki királynak december 14-én. A kétféle választás polgárháborúval fenyegetett: Miksát Litvánia, Királyi Poroszország és Krakkó támogatták. Csak a Báthoryt támogató hadosztályok erődemonstrációja kényszerítette rá az ellenségeit, hogy megbéküljenek az új uralkodóval.
A legkeményebben Gdańsk ellenkezett az új királlyal. Ennek a városnak mindig különleges jogai voltak, ami összekapcsolódott gazdaságával és kereskedelmi helyzetével. Gdańsk kiváltságai nagy mértékben függetlenítették a várost Lengyelországtól, és a Jagellók próbálták elvenni azokat. Gdańsk arra számított, hogy ha elismeri Habsburg Miksát királynak, cserébe visszaszerezheti a régi kiváltságokat. Fontos szerepet játszott az is, hogy Gdańsk népességének többsége német volt. Báthory úgy döntött, hogy erővel töri meg Gdańskot, ebben azonban a köznemesség nem támogatta. A város ostroma 1577. év végéig tartott, és teljesen eredménytelen végződött, mert a polgárok jól megerődítették a várost, a lengyeleknek viszont nem volt elegendő ágyújuk és katonájuk. Decemberben a király visszavonult, szerződést kötött Gdańskkal. A városi hatóság kötelezte magát, hogy lerója a királynak járó tiszteletet és kártalanítást fizet, cserébe pedig visszakapta kiváltságait.
Báthory legközelebbi munkatársa Jan Zamoyski kancellár volt, aki segített neki a korona megszerzésében, és részt vett Pszkov ostromában (lásd alább). Kancellárként a királyi hatalom megerősítésére törekedett, és ő vezette a király Törökország- és Habsburg-ellenes külpolitikáját.
1579-ben Báthory István megalapította a Vilniusi Egyetemet, a Krakkói Akadémia után a második lengyel egyetemet (jelenlegi neve Vilnai Egyetem, az I. és II. világháború között Báthory István Egyetem).

### Háború Oroszország ellen
Kihasználva, hogy Lengyelország Gdańsk ellen harcolt, 1577 júliusában a fő orosz hadsereg IV. Iván személyes parancsnoksága alatt belépett Livóniába. Szeptember közepéig elfoglalt 27 várat, csak Riga maradt lengyel kézben. A lengyel ellentámadás azt eredményezte, hogy 1578 közepéig Lengyelország visszaszerzett 17 livóniai várat, de Báthory csak 1579 júniusában üzent formálisan hadat. Augusztusban a lengyelek elfoglalták Polackot, majd 1581 szeptemberétől 1582 februárjáig sikertelenül ostromolták Pszkovot. 1582 januárjában a felek aláírták a fegyverszünetet, amelynek értelmében Lengyelország visszaszerezte Livóniát és Polackot, Iván visszavonulni kényszerült.

## III. Vasa Zsigmond

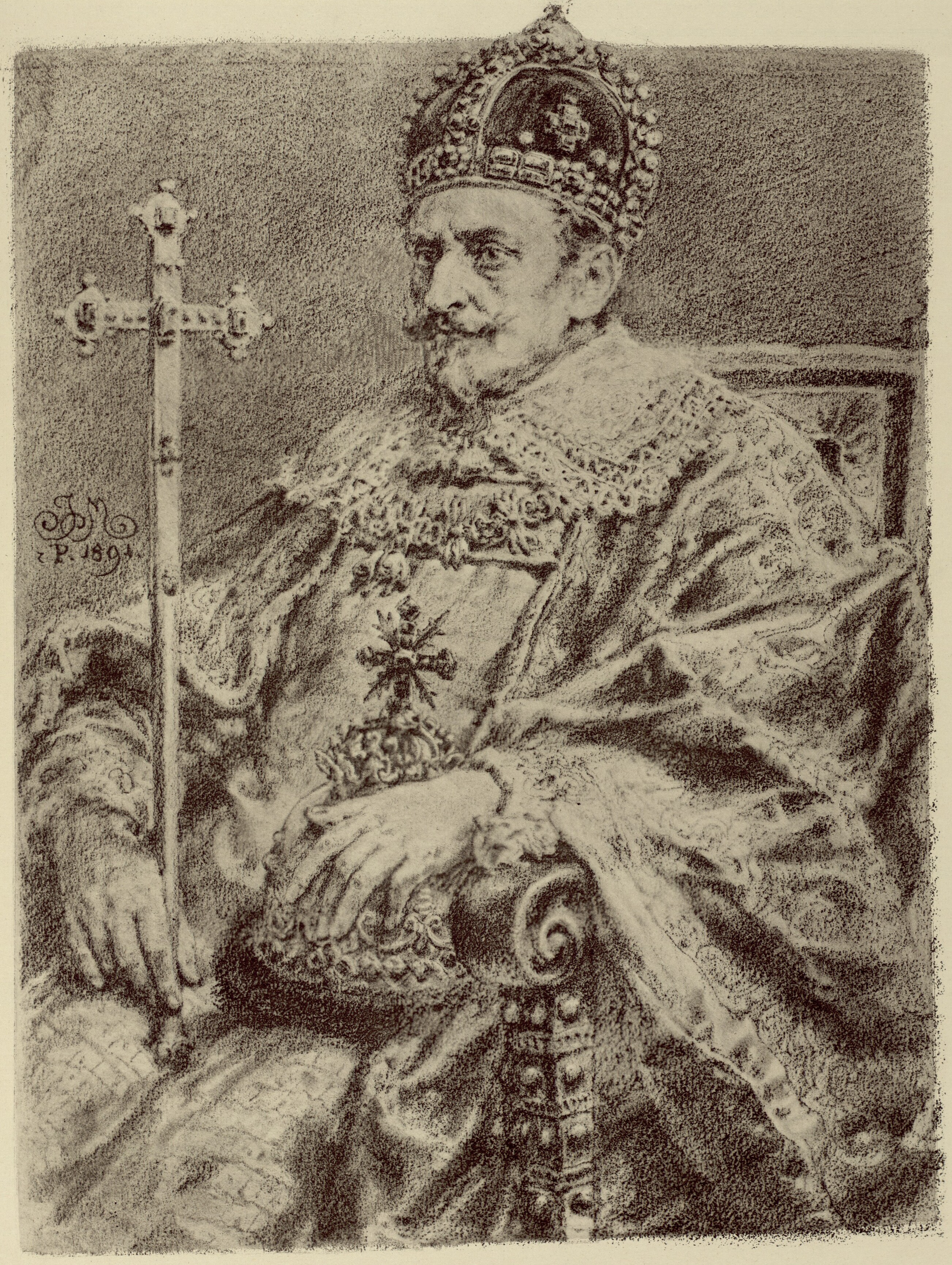
III. Vasa Zsigmond Jan Matejko képén

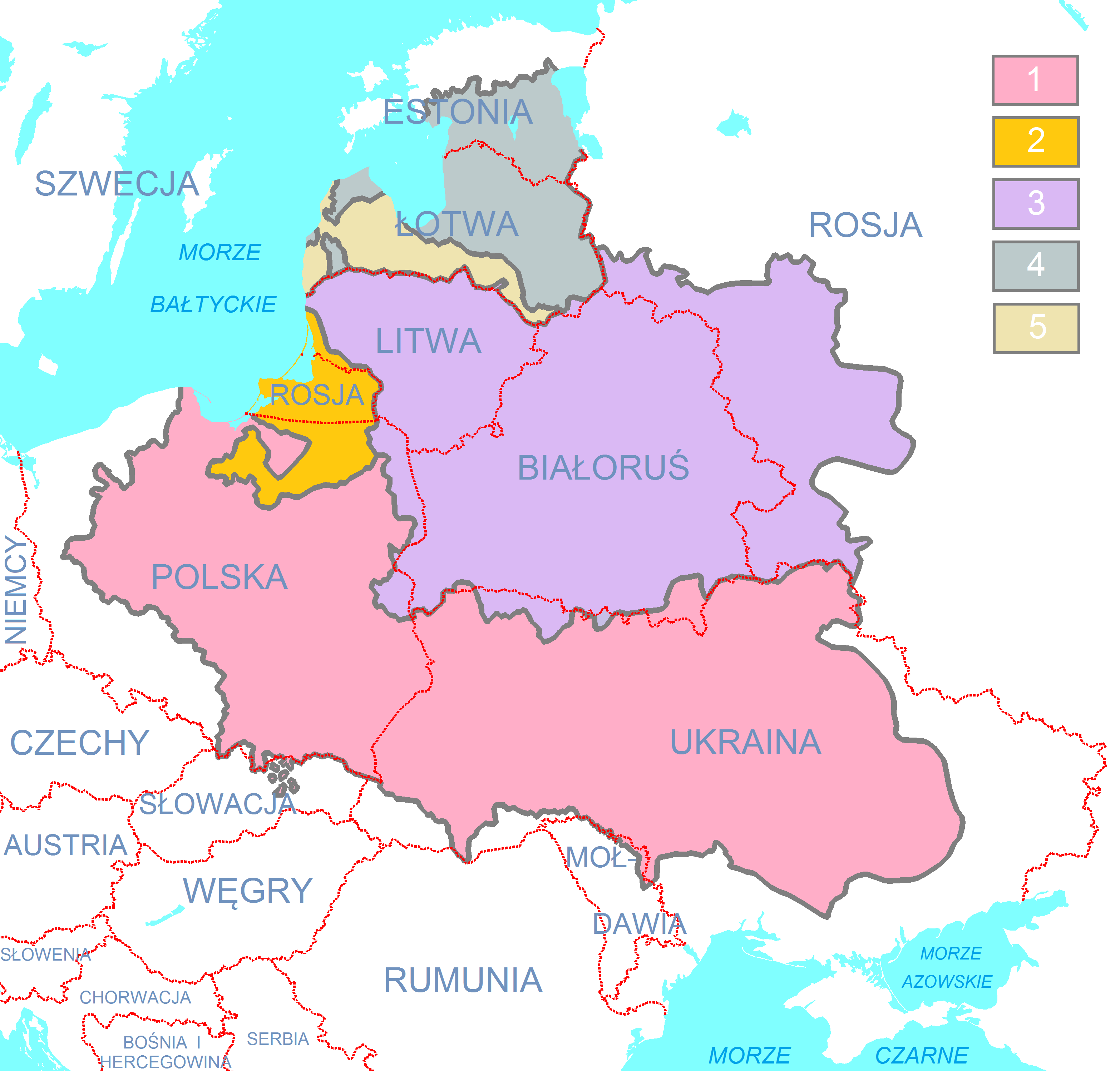
Lengyelország a deulini béke (1618) után, háttérben a mai határok:

Báthory István király 1586. december 12-én halt meg. Halála után a választás 1587. júniusban ment végbe. Pályáztak: Zsigmond svéd királyfi (III. Vasa János király és Jagelló Katalin fia, azaz Öreg Zsigmond király unokája) és III. Habsburg Miksa osztrák főherceg (II. Habsburg Rudolf császár öccse, így II. Jagelló Ulászló dédunokája). Zsigmondot Jan Zamoyski kancellár is támogatta. 1587. szeptember 19-én az összegyűjtött nemesek többsége Zsigmond királyfit választotta ki királlyá, de néhány nap későbben az ellenzék Miksát kiáltotta ki. Mindkét választás törvényes volt, mert mindkét jelöltet a püspökök nevezték ki, ezért a választást erővel döntötték el.
Ősszel Habsburg Miksa hadserege megostromolta Krakkót, de november 24-én Jan Zamoyski – ekkor már a korona nagyhetmanja (hetman wielki koronny), azaz a koronai hadsereg főparancsnoka – legyőzte őt és Krakkótól nyugatra űzte. December 9-én Vasa Zsigmond megérkezett Krakkóba; a következő napon tanácskozott a koronázási szejm, és december 27-én a Wawelben megkoronázták Zsigmondot. De Miksa még nem adta fel királyi terveit. A harc ellene 1588. január 24-éig tartott, amikor Jan Zamoyski szétzúzta seregét a pitscheni csatában. Miksa főherceg sok társával fogságba esett. Március 9-én II. Rudolf császár egyezményt kötött, amelyben kötelezte magát, hogy nem fog beavatkozni a lengyel ügyekbe. 1589 tavaszán a rendkívüli, úgynevezett pacifikáló szejm kihirdette a közkegyelmet, amelynek értelmében Miksa és alárendeltjei visszanyerték szabadságukat.
Annak ellenére, hogy Zsigmond a Habsburgok ellen harcolt a lengyel trónért, utóbb szövetségesük lett. Édesanyja, Jagelló Katalin buzgó katolikusnak nevelte, csodálta a Habsburgokat (főként a család spanyol ágát) a katolikus hit védelmére és terjesztésére irányuló erőfeszítéseik miatt, és Annát, II. Károly osztrák főherceg lányát, vette feleségül. Emiatt Zamoyski, bár kezdetben segített Zsigmondnak a hatalom megszerzésében, fő ellenfelévé vált, mert soha nem állhatta a Habsburgokat.
1596-ban III. Zsigmond átköltözött az udvarával Krakkóból Varsóba. Régóta gondolkozott ezen Varsó központi fekvése miatt: a város a lengyel-litván állam két fővárosa, Vilna és Krakkó között helyezkedett el, fontos tartományok (Pomeránia, Livónia) viszonylagos közelségében. A lublini uniótól (1569) Varsó volt a szejm állandó székhelye is. A király döntését a krakkói Wawel tűzvésze is sürgette. Ettől az évtől fogva Varsót Lengyelország fővárosaként ismerik el, bár a hivatalos fővárosa továbbra is Krakkó maradt, a szerepe azonban a királyok koronázására szorítkozott, az állami hivatalok Varsóba költöztek a királlyal együtt.

### Porosz Hercegség
Már II. Zsigmond Ágost korától kezdve gyengült a lengyel királyok helyzete a Porosz Hercegségben. Báthory István beleegyezett, hogy a gyámságot az elmebeteg Albert Frigyes porosz herceg fölött unokatestvére, György Frigyes ansbachi herceg vegye át; cserébe György Frigyes segítette a királyt az Oroszország elleni háborúban. A gyámság ténylegesen régensséget jelentett. György Frigyes halála után, III. Vasa Zsigmond király átruházta a gyámságot Joachim Frigyes brandenburgi választófejedelemre és azután utódjára, János Zsigmondra. Célja az volt, hogy Poroszország ne nyugtalanítsa Lengyelországot az Oroszország és Svédország elleni háborúk során. Ezért 1611-ben János Zsigmond megkapta az örökösödési jogot Albert Frigyes gyermektelen halála esetére – ami meg is történt 1618-ban. Ezt a jogot átvették János Zsigmond utódai is, elsőként György Vilmos. Ily módon jött létre Brandenburg és Poroszország perszonáluniója, amely később fenyegetést jelentett Lengyelország számára. A brandenburgi választófejedelmek Poroszország uralkodóiként kötelesek voltak hűbéresküt tenni a lengyel királyoknak, de 1657-ben még ez alól a kötelesség alól is fel voltak mentve.

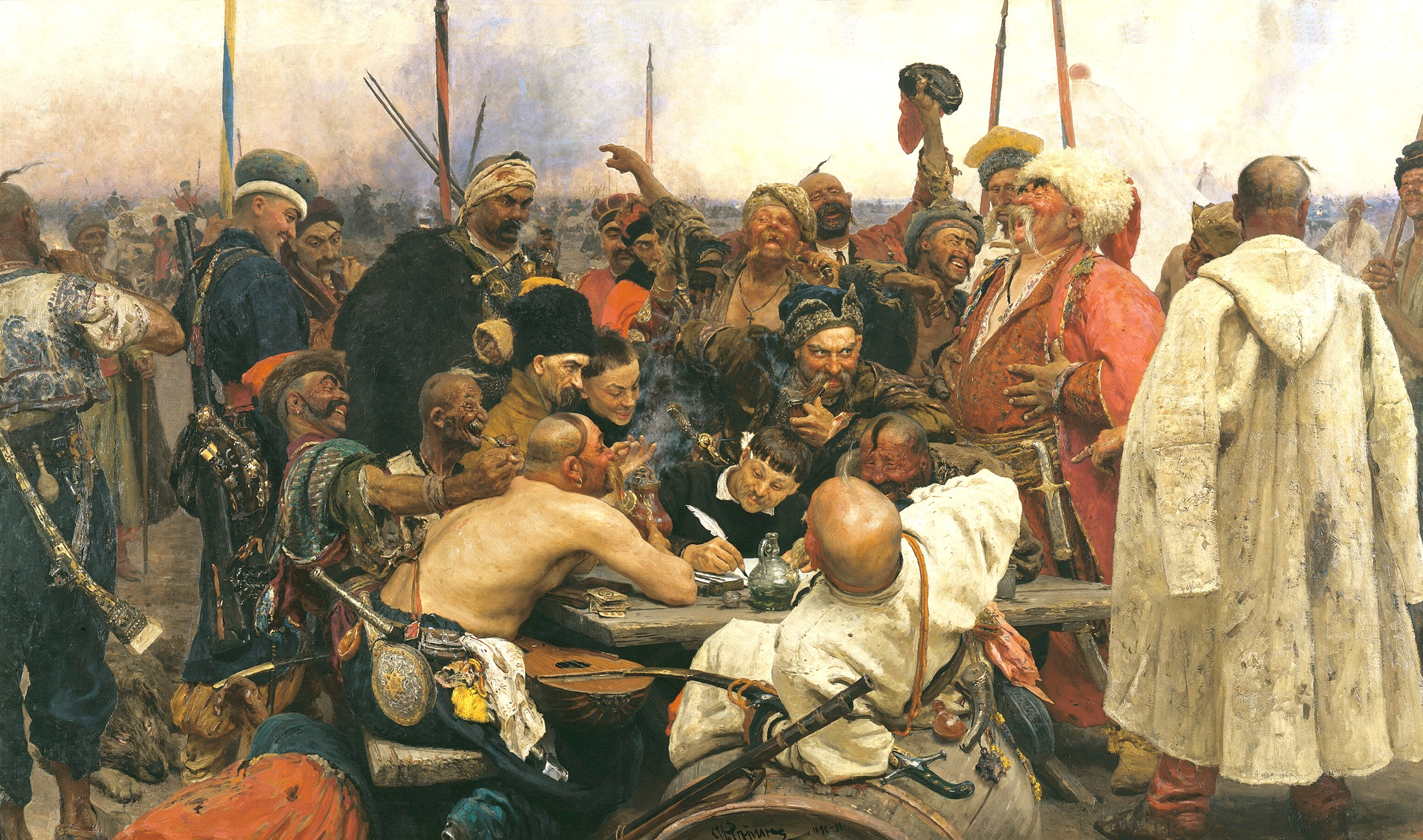
Ilja Repin: A zaporozsjei kozákok levelet írnak a szultánnak

### Első problémák a kozákokkal
A kozákoknak nevezett népcsoport a 16. századtól fogva bevándorolt a ritkán lakott alsó Dnyeper menti területre (ún. Dnyepermenti Ukrajna – Ukraina Naddnieprzańska). A bevándorlás oka többféle volt: elmenekülő jobbágyok, botrányokozók és bűnözők, olyan emberek, akik elmulatták a vagyonukat. Egy idő után a tatár támadások hatására létrehozták a hadi demokrácia elveire alapozott társadalmat. Kereskedelemmel, halászattal, vadászattal és fosztogató hadjáratokkal foglalkoztak. A kozákok száma a központi hatalomtól való függetlenséggel együtt folyamatosan növekedett. A lengyel nemesség nem akarta felszámolni őket, mert segítették védeni Lengyelországot a tatároktól és törököktől; másrészt viszont nem is tehette magával egyenlővé őket, mert túl sokan voltak. Ezért a hatalom létrehozott egy úgynevezett lajstromot (lengyelül: rejestr); az ide beírt kozákok zsoldot kaptak és független emberek lettek. Az összeírásokon kívül rekedteket – mivel nem volt semmilyen foglalkozásuk és legális megélhetési forrásuk – az a veszély fenyegette, hogy a nemesek hamarosan saját alattvalóikká teszik őket. Így a kozákok a lajstrom kibővítésére és Ukrajna gyarmatosításának meggátolására törekedtek. A 16. századtól kozák felkelések törtek ki a Korona ellen (az elsők 1591–93-ban, illetve 1595–97-ben). Ráadásul a kozákok a pravoszláv hit védelmezőinek tartották magukat, és tevékenyen felléptek a breszti unió ellen.

### Első háború Svédország ellen (1599–1606)

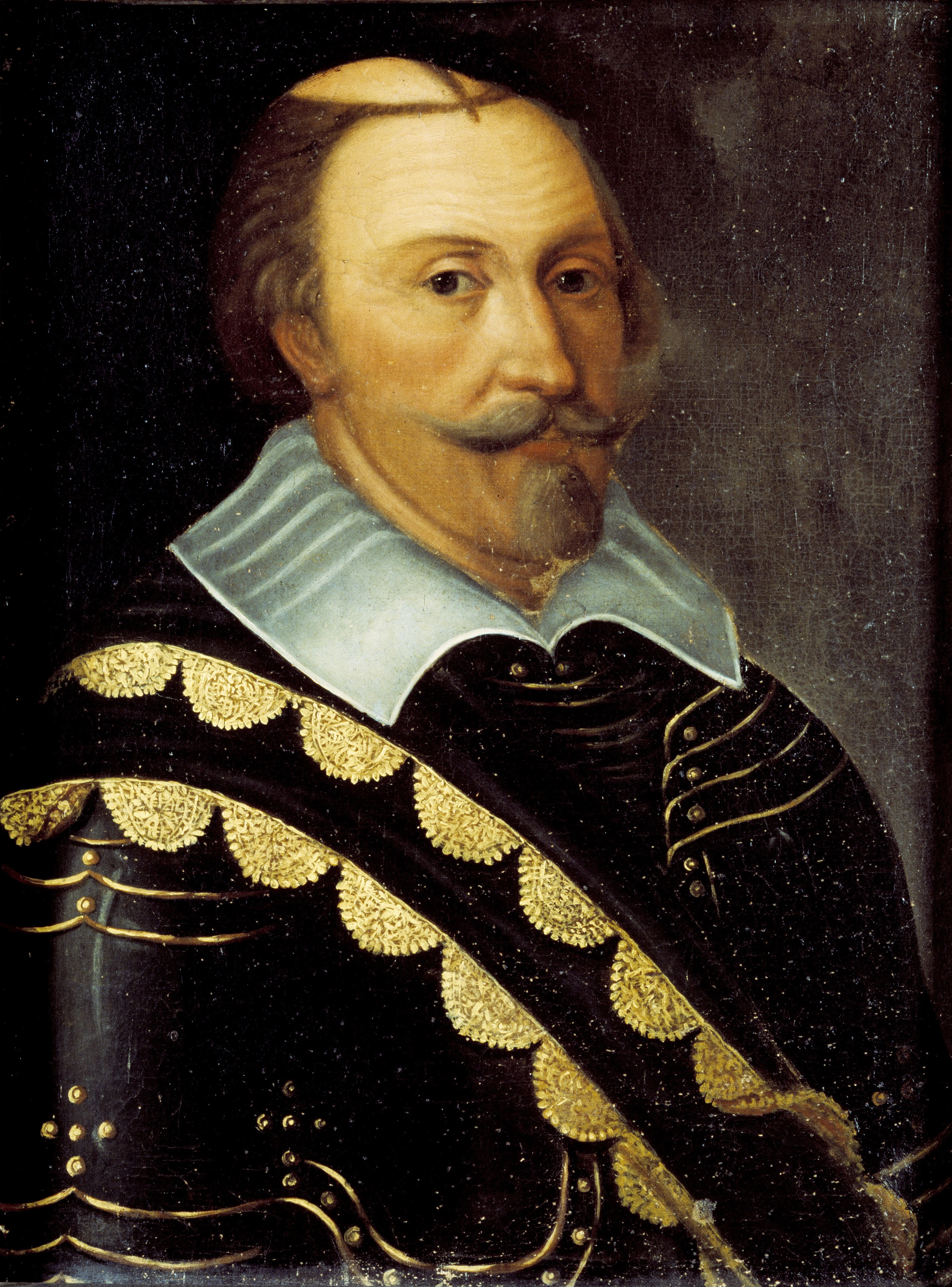
IX. Károly svéd király

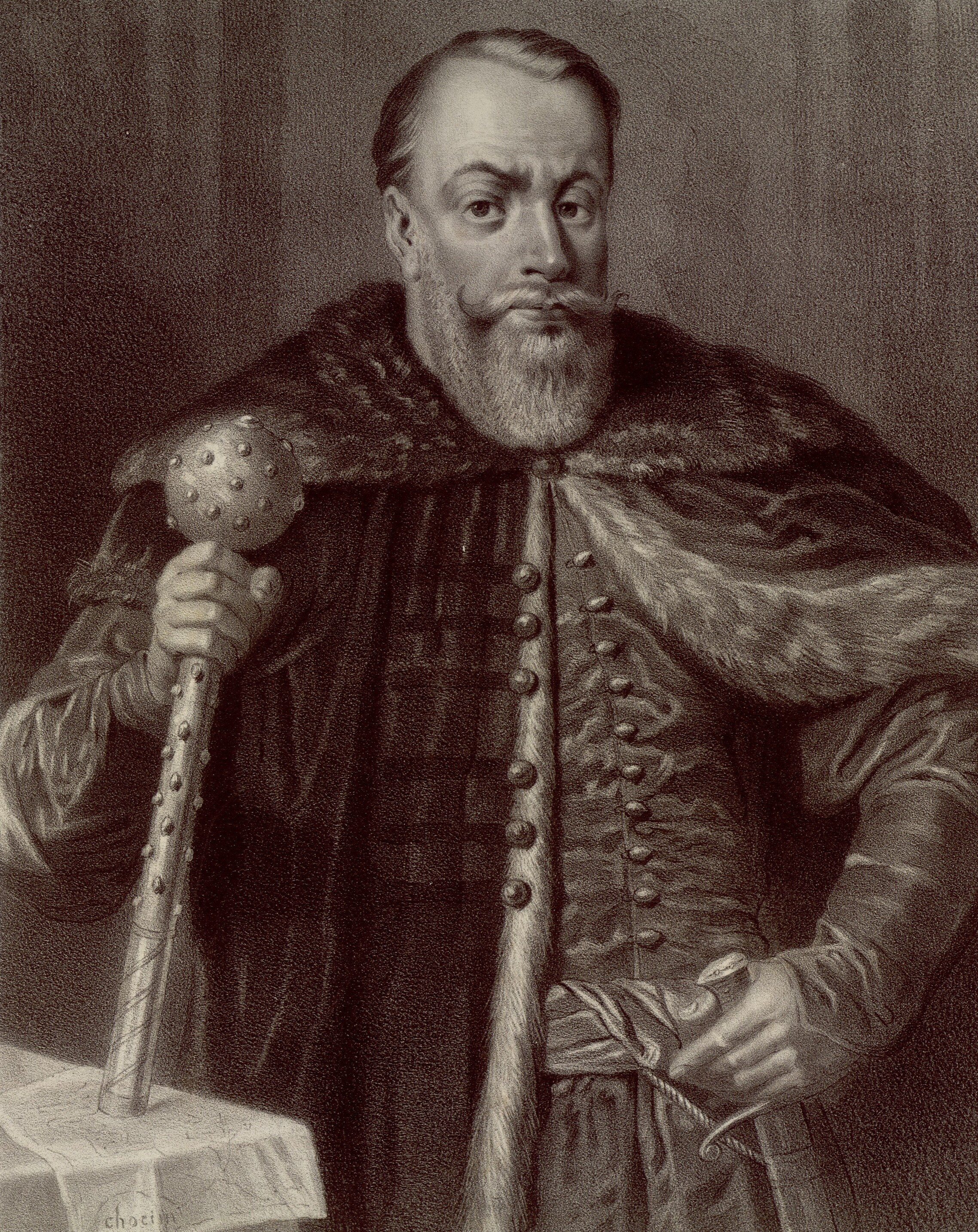
Jan Karol Chodkiewicz

Amikor 1592 novemberében meghalt III. Zsigmond apja, III. János svéd király, Zsigmond örökölte a svéd koronát. De Zsigmond katolikus volt, és a katolikus hitet szándékozta visszaállítani Svédországban, ezért nagyon sok ellensége volt ott. Ezt kihasználta a nagybátyja, a kormányzó Károly (Lengyelországban Södermanlandinak hívott), akit az alsó társadalmi rétegek támogattak. Ráadásul Zsigmond a pacta conventában megígérte, hogy átadja Észtországot Lengyelországnak; amíg ő volt Svédország királya, nem szándékozott ezt teljesíteni, de amikor kiderült, svédországi uralma veszélybe került, megváltoztatta a véleményét.
1599 júliusában a svéd parlament megfosztotta Zsigmondot a tróntól. Novemberben Södermanlandi Károly hadseregei beléptek Narvába és 1600 márciusáig kiszorították a lengyel hadosztályokat Észtországból. Ennek ellenére ebben a hónapban Zsigmond kihirdette Észtország bekebelezését Lengyelországba; de 1601 februárjáig a svédek egészen Daugaváig és Rigáig jutottak el.
A lengyel-litván hadsereget Jan Zamoyski, a korona nagyhetmanja, vezette. 1601. végéig a svédek Észtországban maradtak, és Riga mellett álltak. Az 1602 tavaszán azonban a lengyel támadás azt okozta, hogy majdnem egész Livónia és Észtország (többiek között Reval és Dorpat kívül) lengyel kézbe kerültek. Zamoyski lemondott a parancsnokságról Jan Karol Chodkiewicz litván nagyhetman javára. Nagyon rátermett parancsnok volt, sok sikert aratott, de ezeket nem tudta kihasználni az állandó pénzhiány miatt.
1604 februárjában a svéd parlament Södermanlandi Károlyt választotta ki királlyá. Tavasszal az új király megkövetelte a parlamenttől, hogy új adókat szavazzon meg a zsoldos katonákból álló hadsereg létrehozására, és intenzív előkészületeket kezdett a háborúra. Ugyanakkor Chodkiewicz nem tudta pénzelni saját hadseregét, amely a szökések és az éhség miatt egyre gyengébbé vált.
A svédek végül eldöntötték, hogy elfoglalják Livónia legnagyobb városát, Rigát. 1605. szeptember közepén IX. Károly svéd király elindult Riga felé. Szeptember 27-én a hadserege körülbelül 20 kilométerre Rigától, Kircholmnál találkozott Chodkiewiczcsel. Az óriási csatában, amely egyik legnagyobb a lengyel történelemben 3500 lengyel katona legyőzte a 13 000 svédet, és csak 100 embert vesztettek. A lengyel győzelemben nagy szerepet játszott a lengyel nehézhuszárság, amelynek szárnyai riadalmat keltettek a svéd lovak között. Annak ellenére, hogy a pénzhiány miatt a lengyelek nem tudták kihasználni ezt a sikert és visszaszerezni az elvesztett livóniai várakat, a svéd hadsereg megsemmisült és Riga ostroma befejeződött. A svédek beleegyeztek a kétéves fegyverszünetbe.

### Dimitriádokés háború Oroszország ellen

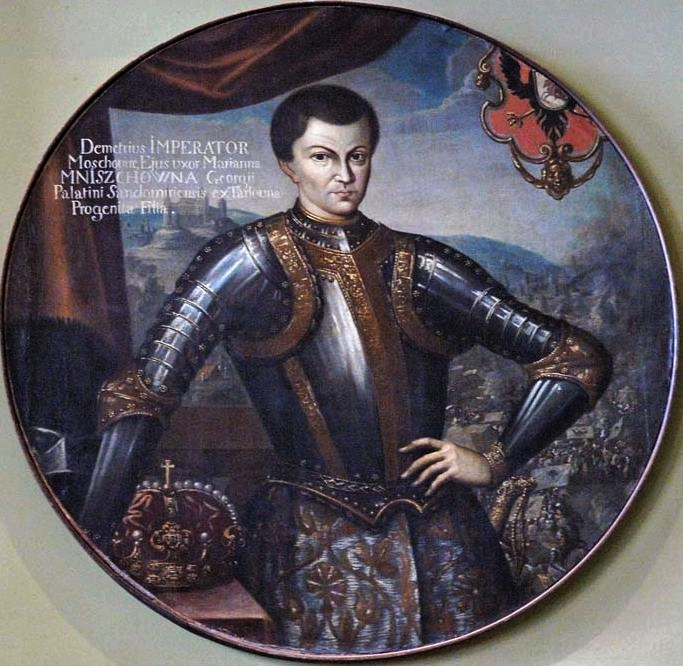
Dymitr Samozwaniec (Ál-Dimitrij)

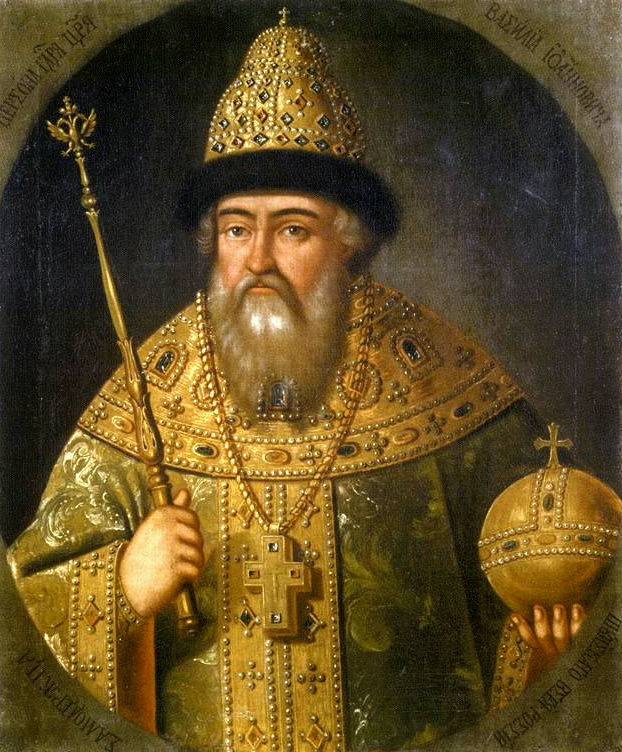
Vaszilij Sujszkij cár

1584-ben Oroszországban meghalt Rettegett Iván cár. Utódja fia, Fjodor, lett, de a tényleges hatalmat az új cár sógora, Borisz Godunov gyakorolta. Fjodor halála után (1598), mellyel a Rurik-dinasztia is kihalt, ő lett az új cár. Még 1591-ben homályos körülmények között meghalt Fjodor öccse, a kilencéves Dimitrij. Amikor Borisz átvette a trónt, felbukkantak a pletykák, miszerint ő gyilkoltatta meg a cárfit és ezzel párhuzamosan egyre-másra jelentek meg olyanok, akik a csodáknak köszönhetően kimenekült cárfinak vallották magukat. A legismertebb Grigorij Otriepiew volt – valószínűleg Litvániába menekült szerzetes, aki egy lengyel főúr (Jerzy Mniszech) udvarában tartózkodott. Onnan egy felfegyverzett osztaggal együtt indult Moszkva felé. 1605 áprilisában meghalt Borisz Godunov, és mivel fiát II. Fjodort a tömeg meggyilkolta a júniusi zavarok során, az „Ál-Dimitrij”, (lengyelül: Dymitr Samozwaniec) lett a cár. Elkezdődött az a „zűrzavaros időszak”, amelyet az oroszok a szmutának, a lengyelek pedig Dymitriady-nak neveznek.
Mivel az ál-Dimitrij lengyelekkel vette körül magát, és nem becsülte az orosz szokásokat és hagyományt, illetve az orosz parasztok helyzetét törekedett javítani, magára vonta magára az orosz nemesség neheztelését, ami 1606 májusában lázadáshoz vezetett. Az ál-Dimitrijt 500 lengyellel együtt meggyilkolták, és a nemesség Vaszilij Sujszkijt kiáltotta ki cárrá. Az új cárnak boldogulnia kellett a lázadásokkal, amelyeket a Dimitrij után vágyódó parasztok indítottak. Egy következő „ál-Dimitrij” is felbukkant, szintén Lengyelországban. 1607 augusztusában katonákkal lépett be Oroszországba, egy évvel később Moszkvához ért.
1609 februárjában IV. Vaszilij cár arra kényszerült, hogy lengyelellenes szövetséget kössön Svédországgal. Erre feleletül III. Zsigmond király elindult Szmolenszk felé, és elkezdte ostromát (1609. szeptember), ezzel elkezdődött a lengyel–orosz háború. 1610 februárjában a második ál-Dimitrij pártja megkötötte a szerződést, amelynek értelmében a lengyel királyfit, Vasa Ulászlót, jelölte az orosz trónra. 1610. július 4-én a hatezer fős lengyel hadsereg Stanisław Żółkiewski parancsnoksága alatt legyőzte a harmincezer fős orosz–svéd erőket a klusinói csatában (lengyelül és oroszul Kłuszyn – falu Moszkva és Szmolenszk között). A vereség után egymás után adták meg magukat az orosz erődítmények és városok.
Július 27-én orosz nemesek megfosztották trónjától Vaszilij Sujszkijt. Egy hónappal később beleegyeztek, hogy elismerik Ulászló királyfit orosz cárnak; cserében a lengyelek segítenek nekik eltávolítani az ál-Dimitrijt, visszaadják a határmenti orosz területeket, és Ulászló pravoszláv hitre tér. Az utolsó feltételt Zsigmond király nem fogadta el. Vaszilijt és testvéreit a lengyelek letartóztatták és kitoloncolták Mazóviába. Október 9-én a lengyel osztagok beléptek a Kremlbe.
1611-ben kitört a lengyelellenes felkelés és a felkelők megostromolták Moszkvát. 1612. november 7-én a Kreml lengyel helyőrsége megadta magát. A későbbi hadjáratok (1617-1618) Jan Karol Chodkiewicz parancsnoksága alatt már nem értek el sikereket. 1618 decemberében a felek megkötötték a deulini fegyverszünetet (Deulino – falu 50 km észak keletre Moszkvától), amelyben Lengyelország megszerezte Szmolenszket és Csernyihivet. Ezzel Lengyelország elérte történelmének legnagyobb területét, 990 ezer km²-t, de csak három és fél évig tudta ezt fenntartani (1622-ben elvesztette Livóniát).

### Második háború Svédország ellen (1608–1618)
1608-ban kihasználva a lengyel–orosz háborút IX. Károly svéd király elkezdte saját hadjáratát. Ehhez 1609 februárjában szerződést kötött Vaszilij Sujszkij orosz cárral. A litván hadsereg az ellenség számbeli fölénye miatt csak zaklatásra korlátozódott, aminek következtében a svédek számos veszteséget szenvedtek. Júliusban azonban Zsigmond király a tervezett moszkvai hadjáratról értesítette Chodkiewiczet, ennek következtében a Livóniában harcoló litván hadsereg nemcsak semmilyen erősítést nem kapott, de még a hátralékos zsoldot sem fizették ki nekik. Az októberben már nem pénzelt hadsereg teljesen megtagadta a további szolgálatot, a Dániától fenyegetett svédek azonban küldtek további osztagokat Livóniába, de szintén nem tudtak komolyabb előretöréseket véghezvinni. Végül 1611 áprilisában Svédország és Lengyelország kilenc hónapra szóló fegyverszünetet írt alá. Még ebben az évben, októberben meghalt IX. Károly, mellyel a svéd hadjárat is befejeződött.
Károly halála után fia, II. Gusztáv Adolf lett a király. Néhai apja hajdani riválisa, III. Zsigmond lengyel király azonban soha nem nyugodott bele svéd öröksége elvesztésébe, ezért folyton terveket szőtt Gusztáv ellen. Amikor 1617-ben Svédország megkötötte a békét Oroszországgal, Gusztáv már képes volt a lengyelek elleni háborúra összpontosítani, amellyel visszaszerezhette volna Livóniát és véglegesen rákényszerítette volna Zsigmondot, hogy lemondjon a svéd koronától. Gusztáv megújította a hadműveleteket Lengyelország ellen: júniusban a svédek elfoglalták Ventspils-et és blokád alá vették a rigai kikötőt, augusztusban meghódították Pärnút és majdnem az egész livóniai tengerpartot (Rigán kívül). A litván parancsnokok erélyessége révén azonban Lengyelország hamarosan visszaszerezte az elvesztett erődöket és Észtországba indultak. Mivel a svédek bezárkóztak az erődökbe, a litván hadseregnek viszont nem volt elég gyalogsága és tüzérsége, a hadműveletek elakadtak. A patthelyzet és déli török fenyegetés miatt 1618 januárjában a felek ismét fegyverszünetet kötöttek.

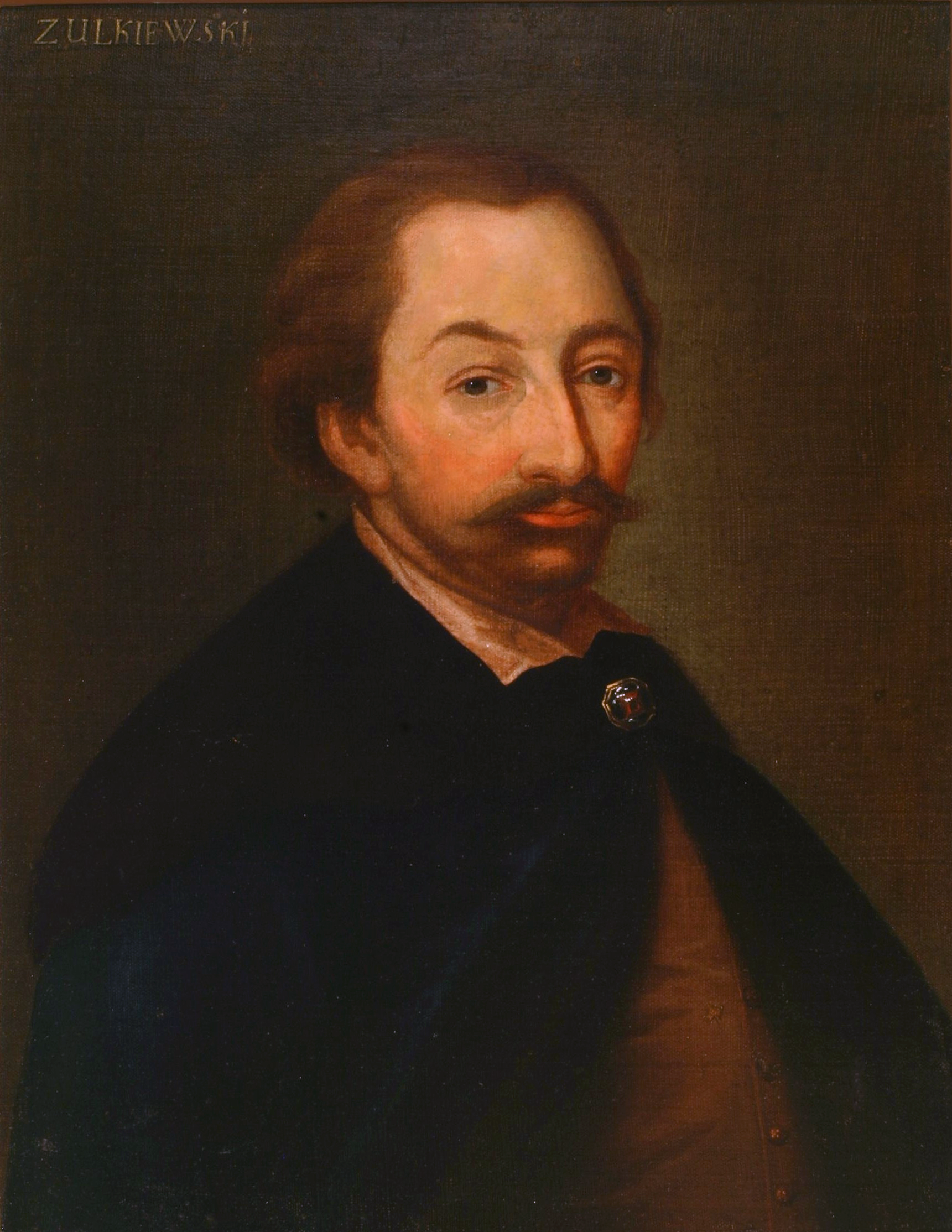
Stanisław Żółkiewski

### Háború Törökország ellen
1606-ban a Moldvai Fejedelemség hűbéresküt tett Törökországnak, és ettől kezdve közös lengyel–török határ jött létre. A Habsburgok és törökök közötti háború frontja is közel volt, ami bizonytalan politikai helyzetet okozott ezen a vidékben. A lengyel főurak is folyamatosan befolyást próbáltak szerezni Moldvában, Törökországot pedig a kozák támadások nyugtalanították.
Amikor a harmincéves háború keretében a török hűbéres Erdély hadserege elért Bécshez, a Habsburgok megsegítésére Zsigmond király engedélyével lengyel zsoldosok indultak, akik a homonnai csatában (1619) legyőzték az erdélyi hadsereget. A legyőzött Bethlen Gábor erdélyi fejedelem levelet küldött a szultánnak, amelyben azzal vádolta Lengyelországot, hogy a Habsburgokat támogatták és Törökország ellen léptek fel. Válaszul II. Oszmán szultán elrendelte a hadjáratot Lengyelország ellen.
A lengyel hadsereget Stanisław Żółkiewski, ekkor már a korona nagyhetmanja vezette. A hadsereg belépett Moldvába, de nem számított nagy török erőkre, ezért elvesztette a cecorai csatát (1620. szeptember). Żółkiewski elesett a harcban a lengyel erők visszavonásakor. 1621 tavaszán elkezdődött a második hadjárat, amelyet Chodkiewicz vezette. A lengyelek megerősödtek a hotini erődítményben (lengyelül: Chocim), ahová a törökök szeptember 2-án értek el. Az ostrom három hétig tartott, ez idő alatt meghalt a beteg Chodkiewicz is. Mivel a törökök tartottak a téli hadviseléstől, ezért október 9-én megkötötték a békeszerződést, amelynek értelmében Lengyelország elismerte a török fennhatóságot Moldva fölött, és kötelezte magát, hogy a kozákokat visszatartja a Törökország elleni támadásoktól, a törökök pedig a tatárokat tartják vissza a Lengyelország elleni támadásoktól. Lengyelország határa a Dnyeszter maradt.

### Harmadik és negyedik háború Svédország ellen (1621–26, 1626–29)

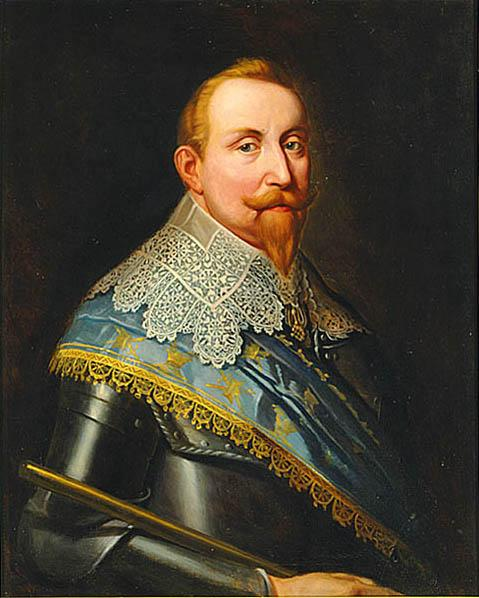
II. Gusztáv Adolf svéd király

A fegyverszünet idejét Gusztáv Adolf király a hadsereg megváltoztatására használta. Úgy döntött, hogy nem zsoldos, hanem sorkatonák fogják képezni a hadsereget. Amikor a lengyel seregek összegyűltek délen, hogy elhárítsák a török támadást, 1621 szeptemberében Pärnu környékén kikötött a svéd hadsereg, amely Gusztáv Adolf parancsnoksága alatt Riga felé indult, és szeptember 25-én meghódította azt. A kurzemei (len. Kurlandia) zaklatások megkezdődtek, de ez nem vezetett döntéshez, így 1622 augusztusában a felek fegyverszünetet kötöttek. Ezt az időt III. Zsigmond a hadiflotta kiépítésére használta ki.
A fegyverszünet lejártával (1625. június) Gusztáv Adolf kikötött Livóniában. Szeptemberig elfoglalta a Daugava menti területet, amivel elvágta a Livóniában levő litván osztagokat az országuktól. 1626 januárjától fogva a litván parancsnokság a zaklatásra szorítkozott, a svédek viszont az elfoglalt terület védelmére. Lengyel kézben csak egy kis földdarab maradt Délkelet-Livóniában (Latgale, len. Łatgalia), amelyet utóbb Lengyel Livóniának (Inflanty Polskie) neveztek. Gusztáv Adolf megerősödött Livóniában, és úgy döntött, hogy áthelyezi a háborút a Pomerániai vajdaság és a Porosz Hercegségbe. Svédország és Litvánia fegyverszünetet kötöttek.

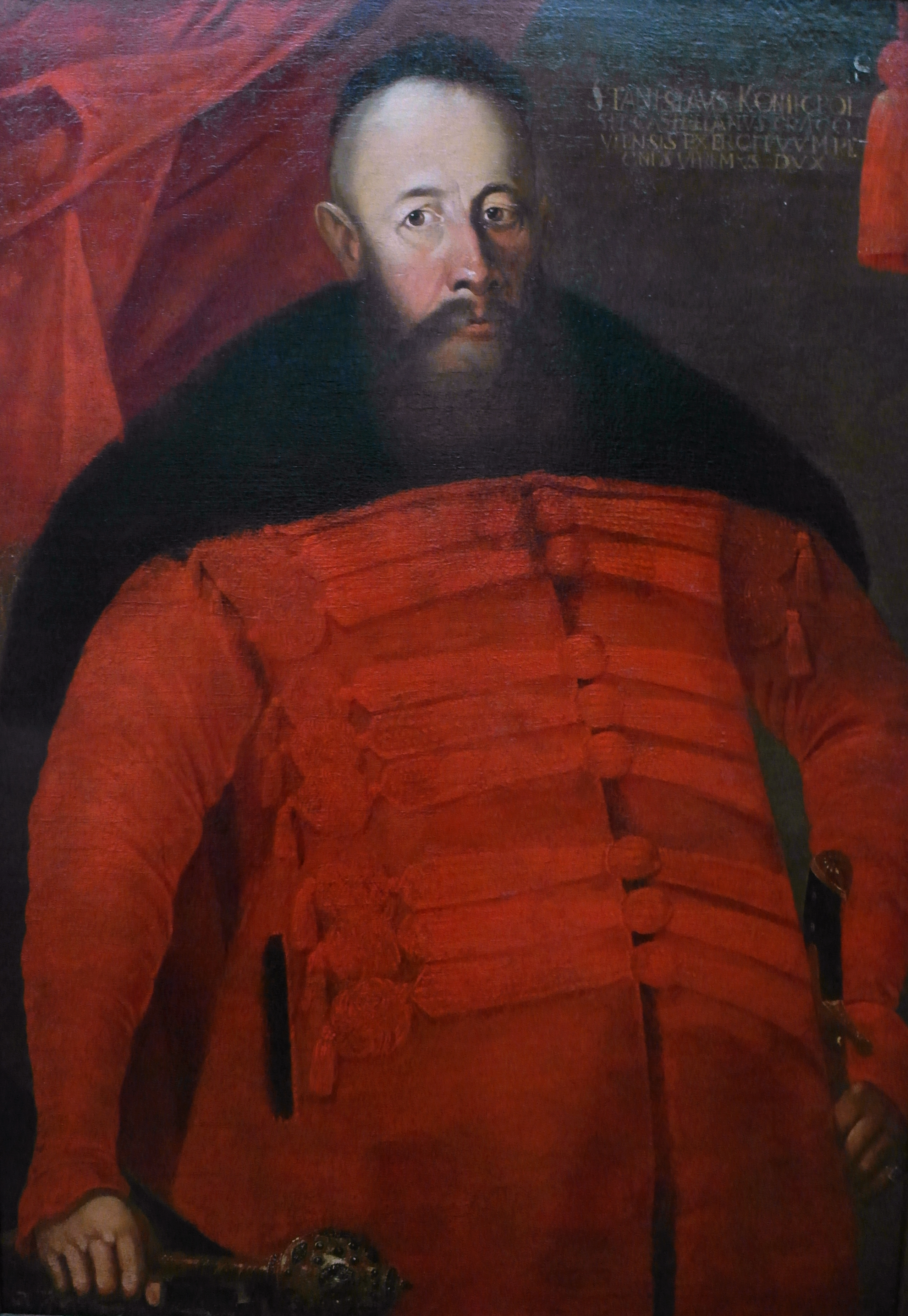
Stanisław Koniecpolski

1626 júliusában a svédek kikötöttek Pilavában (ma Baltyijszk város a Visztula-öböl bejáratánál), és Gdańsk felé indultak. Húsz nap alatt elfoglalták a Visztula-öböl partvidékét és Malborkot, szeptember közepére pedig körülvették Gdańskot. Augusztusban III. Zsigmond hadserege Grudziądz felé indult. Az elvesztett csaták ellenére a lengyeleknek sikerült megállítani a svédeket a Visztula torkolatánál és Warmiában (németül Ermland, tartomány Olsztyn és Visztula-öböl között), emiatt a svédek semmilyen irányba nem tudtak manőverezni. 1627 áprilisában a lengyel hadiflotta és hadsereg visszaszerezték Puckot (város a tengerparton, Gdańsktól északra), és győzelmet arattak a hammersteini csatában (Hammerstein – len. Czarne – falu a jelenlegi Pomerániai vajdaság délnyugati végén). Ez a győzelem olyan benyomást tett György Vilmos brandenburgi választófejedelemre, hogy átállt Lengyelország oldalára (korábban Gusztáv Adolfot támogatta, annak ellenére, hogy lengyel hűbéres volt, pont ő tette lehetővé, hogy a svédek akadály nélkül áthaladjanak a Visztula-öböl mentén). Ebben a pillanatban a Visztulától nyugatra fekvő egész terület teljesen szabad volt a svéd hadseregtől.
Mivel a háború Pomerániában folyt, a gabona kivitele Európába Gdańskon keresztül nem volt lehetséges, emiatt nemcsak a bevételeket elvesztő Lengyelország szenvedett, hanem a lengyel gabonától megfosztott nyugati országok is. Így ezeknek az országoknak érdekében állt a béke helyreállítása a Balti-tengeren. Amikor a lengyel szejm, akit szintén elbűvölt a hammersteini győzelem, elutasította a svéd fegyverszüneti ajánlatot, a Svédországgal szerződésben levő Hollandia megtagadta Gusztáv Adolftól a további pénzbeli segítséget, és megkövetelte békekötést. Ebben a helyzetben a svéd király úgy döntött, hogy önerőből folytatja a háborút, és kikényszeríti Lengyelországtól a saját számára kedvező békét.
1627. november 28-án a lengyel hadiflotta legyőzte a svédeket az oliwai csatában (napjainkban Oliwa Gdańsk kerülete). A svédek annyira biztosak voltak a saját fölényükben a Balti-tengeren, hogy a lengyel hajók megjelenése is meglepetetést okozott. Ez a csata feloldotta a gdański kikötő blokádját.
1628-ban a lengyelek csak zaklatták a svédeket. A lengyeleknek segített II. Habsburg Ferdinánd császár, aki arra számított, hogy ily módon visszatartja Gusztáv Adolfot a Németországba hatolástól, ahol a harmincéves háború folyt. 1629 júniusában Gusztáv Adolf még egy támadást indított, amely a vereségével végződött a hönigfeldi csatában (Hönigfeld – lengyel nyelven Trzciana – falu a Pomerániai vajdaság délkeleti végén), ahol 4500 lengyel Stanisław Koniecpolski, a korona nagyhetmanja parancsnoksága alatt legyőzte a 9000 svédet. Ettől fogva a svédek bezárkóztak az erődítményekbe, és csak védelemre szorítkoztak.
Közben végig folytak a harcok Livóniában, de fontosabb események nélkül – a litván és svéd hadseregek a pomerániai helyzet kifejletét várták.
Mivel Hollandia folyton sürgette a háború befejezését, Gusztáv Adolf mielőbb be akart kapcsolódni a harmincéves háborúba, a lengyeleknek pedig a pénz hiányzott, 1629. szeptember 6-án a felek megkötötték a fegyverszünetet Altmarkban (ma Stary Targ – falu Elbląg mellett). Svéd kézben maradtak a Visztula-öböli kikötők (többiek között Elbląg, Pilava és Klaipėda), Livóniában fennmaradt a korábbi helyzet. Svédország megkapta a jogot, hogy a lengyel tengeri kereskedelemből 3,5%-os vámot szedjen.

## IV. Vasa Ulászló

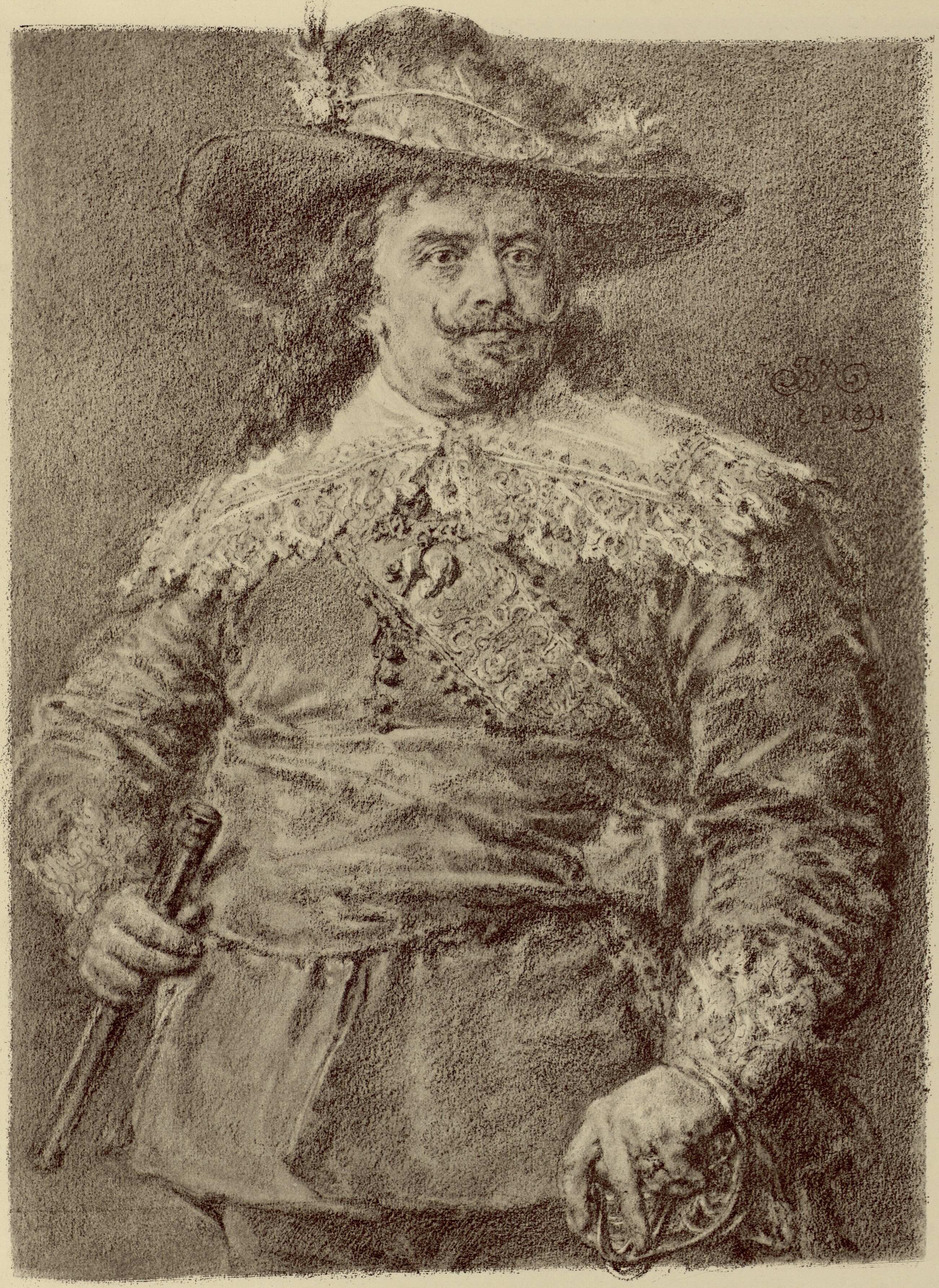
IV. Vasa Ulászló Jan Matejko képén

Miután III. Zsigmond 1632. április 30-án meghalt, november 8-án királlyá választották első házasságától született fiát, Ulászlót. A már tizenhat éves királyfi részt vett a szejm tanácskozásaiban, és a nemesség nagyon kedvelte. 1610-13 között orosz cár is volt – bár nem koronták meg, mert édesapja nem engedte áttérni a pravoszláv hitre. A deulini fegyverszünet (1618) értelmében igazgatta a Lengyelországhoz csatolt területeket. 1621-ben részt vett részt a törökországi háborúban. 1624-ben nyugat-európai utazásra indult, ahol sok személyiséget látogatott meg, és sok ismeretséget kötött.

### Háború Oroszország ellen
Az új király első problémája az Oroszország elleni háború volt. Mihály Romanov cár vissza akart vágni az elvesztett 1608-18. évi háborúért. A deulini fegyverszünet 1633 júliusában ért véget, de az orosz hadsereg már 1632 szeptemberében megtámadta meg a határmenti területet, kihaszhnálva a lengyel interregnumot. Polack és Orsa elfoglalása után az orosz erők Szmolenszkhez értek. A város védekezésének megszervezése csak a királyválasztás után kezdődött el.
Amikor 1633 júliusában az oroszok úgy ítélték meg, hogy a Szmolenszk falai eléggé meggyengültek, elkezdték a támadást. IV. Ulászló azonban már kész volt a harcra. Azután, hogy semlegesítette a tatárokat, és nyugalmat biztosított a délkeleti határon, a király már képes volt vezetni a hadsereget Szmolenszk felé, ahová augusztus 30-án ért. A lengyelek megtámadták a várost ostromló oroszokat. 1634. május 27-én IV. Ulászló megkötötte Mihály cárral a polyanovói békét (Polyanovo – falu a mai szmolenszki terület keleti részén), amelynek értelmében Lengyelország megőrizte a deulini fegyverszünetben megszerzett területet, IV. Ulászló pedig lemondott az orosz trónra való jogokról.

### Fegyverszünet Svédországgal
IV. Ulászló, édesapjához hasonlóan, soha nem hagyott fel a svéd trón átvételére irányuló tervekkel. Még azt is tervezte, hogy átengedi a lengyel trónt mostohatestvérének, János Kázmérnek, és ő maga a svéd trón visszaszerzésével foglalkozik. Már Ulászló uralkodása kezdetében felbukkant egy esély a svéd korona visszaszerzésére: két nappal Ulászló koronázása után a lützeni csatában elesett II. Gusztáv Adolf svéd király. Ulászló azonban nem nyerte el a svédek rokonszenvét, ezért erővel akarta megoldani a kérdést. Várnia kellett viszont az oroszországi háború befejeztére. Mivel azonban új háborút sem a lengyelek, sem a svédek nem akartak – mindkét nemzet kifáradt az állandó háborúkban –, nem kezdték újra a harcokat. A felek megkötötték a következő fegyverszünetet (Stumsdorfban – lengyelül Sztumska Wieś, falu a mai Pomerániai vajdaság keleti részén), amelynek értelmében a svédek visszavonultak a Porosz Hercegségból, de megtartották Livóniát. Elvesztették a lengyel kikötőkből való vámszedés jogát is.

### Uralkodásának utolsó évei
A stumsdorfi fegyverszünettel elkezdődött IV. Ulászló uralkodásának tizenhárom éves békés időszaka, ami ilyen nagy állam esetében elég ritka. Lengyelország ellentétbe került a franciákkal, akik be akarták vonni a harmincéves háborúba a Habsburgok ellen. IV. Ulászló próbált jó kapcsolatban maradni minden európai birodalommal, és egy nagy hadjáratot tervezett Törökország ellen. Erre azonban nem került sor, mivel nem tudta megoldani a kozák problémákat, amelyek egyre sürgetőbbé váltak, és néhány zűrzavar kitöréséhez (1630, 1637-38), meg komoly felkeléshez (1648. április) vezettek. A király azonban már május 20-án meghalt.

## II. János Kázmér

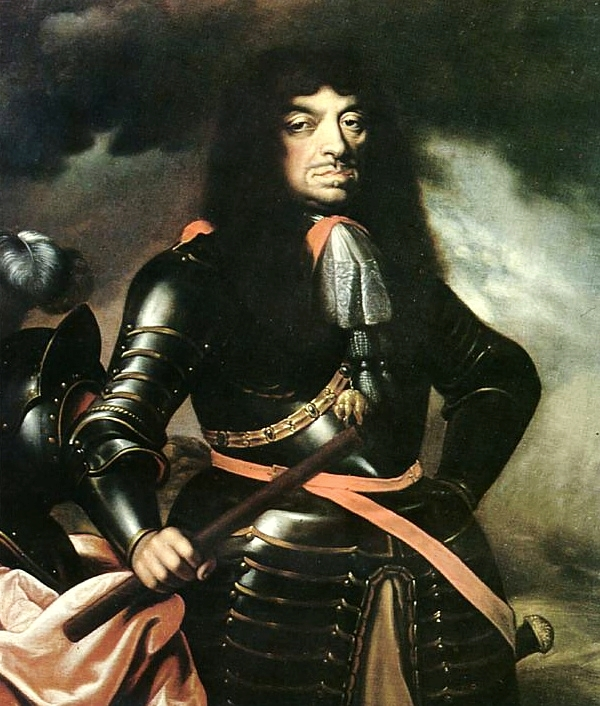
II. János Kázmér

IV. Ulászló utódja mostohatestvére, János Kázmér lett, III. Zsigmond második házasságából született fia. Királyfiként részt vett az 1632-34. évi orosz-lengyel háborúban és a harmincéves háborúban (Elzászban). Elfogadta Portugália alkirályi tisztségét. Amikor Spanyolországba utazott, megállt az ellene háborút viselő Franciaországban, ahol letartóztatták mint spanyol kémet (1638-40). 1646 májusában megkapta a pápától bíborosi tisztséget. 1648. november 20-án megválasztották lengyel királlyá.

### Kozák (Hmelnickij-) felkelés

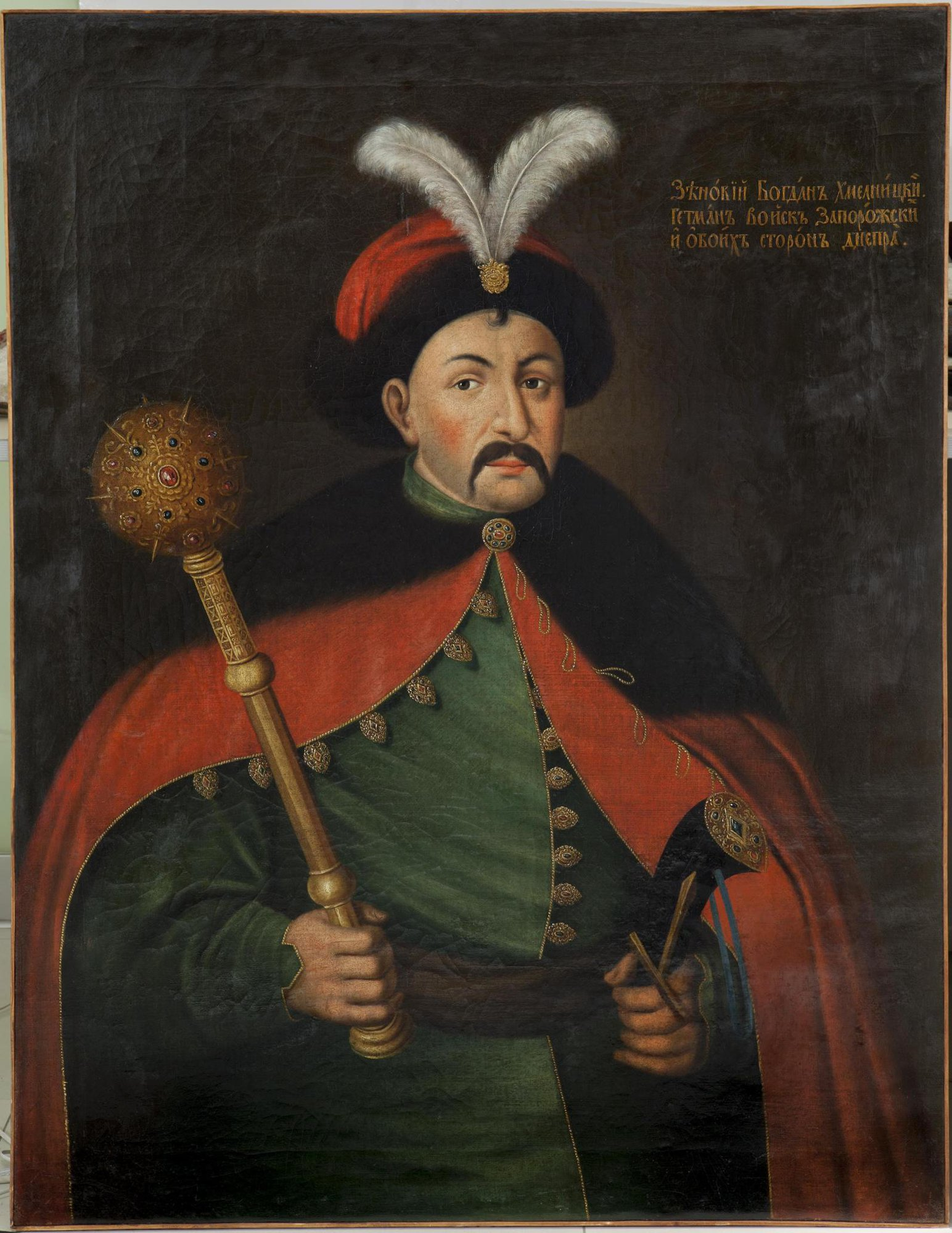
Bohdan Hmelnickij

Bohdan Hmelnickij a kozák társadalom felső rétegéhez (ukr. старшина/sztarsina) tartozott. Egy lengyel nemes (Daniel Czapliński) elrabolta a vagyonát, azután próbálta meggyilkolni Hmelnickijt. Hmelnickij elvesztette a pert Czapliński ellen a lengyel bíróságon, ezért az egész lengyel állam ellen irányányuló bosszúból felkelést indított. A helyzet a kozákok között már nagyon feszült volt – főként azért, mert a lengyel hatalom nem szívesen bővítette a kozák lajstromot (lásd Első problémák a kozákokkal), aminek következtében sok kozáknak nem volt foglalkozása és bevételi forrása. A kozákok ezen kívül úgy érezték, hogy a lengyelek elpusztítják a nemzetüket (például azért, mert erővel rákényszerítik a breszti uniót).
1648 januárjában Hmelnickij kozák hetman (vezér) lett, és szerződést kötött a krími tatárokkal. 1648 áprilisában kitörtek az első zűrzavarok. Április 29-én a felkelés elnyomására küldött lengyel hadsereg nehéz vereséget szenvedett a Żółte Wody-i csatában (a mai Dnyepropetrovszk mellett). Ez a csata volt az első a lengyel veszteségek sorában, amelyeknek a következtében a kozákok késő ősszel egészen Zamośćig értek.
A sikertelen békétárgyalások után, 1649 nyarán megint kitörtek a harcok. A kozákok és tatárok megostromolták a jól megerősített zbarazsi erődítményt (ma a ternopili területen). A király által vezetett felmentő lengyel osztagokat augusztusban megállították Zborów mellett, ahol néhány napos harc után a lengyelek és tatárok megegyeztek, hogy nem fognak tovább harcolni, a lengyelek és kozákok pedig abban, hogy a lengyel hatóság kibővíti a lajstromot, sőt a kijevi, braclavi (Bracław – ma vinnicjai terület) és Csernyihivi vajdaságokban a pravoszláv kozák nemesség gyakorolja a hatalmat. III. Iszlám Giráj krími kán szavatolta az egyezséget.
A zborówi egyezmény határozatai azonban nem elégítettek ki senkit. 1651 februárjában megint elkezdődtek a hadműveletek. Június 28-30-án került sor a nagy beresztecskói csatára, amelyben a tatárok és kozákok nagy vereséget szenvedtek. Szeptemberben a lengyelek elfoglalták Kijevet, és új egyezséget kötöttek Hmelnickijjel, amelynek értelmében a lajstromot korlátozták, és a kozákoknak csak a Kijevi vajdaságban volt szabad tartózkodniuk.
A letört Hmelnickij úgy döntött, hogy véglegesen az oroszok pártfogása alá helyezi a kozák társadalmat. 1654 januárjában megkötötte a perejaszlavi szerződést, amelynek értelmében Ukrajnának a Dnyeper bal partján fekvő részét az orosz államhoz csatolták, és a kozák tanács a cár pártfogása alá került. A szerződés határozatainak megfelelően Oroszország megtámadta Lengyelországot, és elkezdte a háborút.

### Háború Oroszország ellen – kezdete (1654-56)
1654 januárjában Alekszej orosz cár hadat üzent Lengyelországnak, és Ukrajna megadta magát Oroszországnak. Feleletül 1654 tavaszán a koronai hadsereg büntető hadjáratot indított Ukrajnába, amely ráadásul megerősítette az ukrán-orosz kapcsolatokat. Áprilisban Lengyelország szerződést kötött Iszlám Giráj krími kánnal.
Május elején az óriási orosz hadsereg belépett Ukrajnába, május végén pedig Litvániába. Ezt a második hadjáratot maga Alekszej cár vezette. Az orosz hadseregben sok külföldi katonatiszt szolgált, akik előzőleg Lengyelországban szolgáltak, így ismerték a lengyel hadsereg gyenge és erős pontjait. 1654 nyarán és őszén az oroszok csaknem harcok nélkül nagy területet foglaltak el egészen Minszkig, Szmolenszkig és Polackig. Olyan híresztelések bukkantak fel, hogy Litvánia meg szándékozik adni magát a svéd királynak. Az elfoglalt területeken az oroszok rendszeresen kirabolták a városokat és falvakat, és deportálni kezdték a népességet az orosz állam belsejébe.
Maga Hmelnickij kicsit megrémült az orosz „pártfogástól”, és ki akart szabadulni alóla. Mivel nem akart visszakerülni a lengyel király hatalma alá, 1655 júliusában tárgyalásokat kezdett X. Károly Gusztáv svéd király követeivel.
Kihasználva Lengyelország svédek általi lerohanását (svéd özönvíz), 1655 augusztusában az oroszok elfoglalták Vilnát. A lakosok mészárlása három napig tartott, a város 17 napig égett. Sok értékes épület tönkrement, a többségét már nem építették újra. Vilna már nem szerezte vissza a régi ragyogását. Utána Kaunas és Hrodna is megadták magukat. A Hrodnában tartózkodó Alekszej cár kikiáltotta magát Litvánia nagyfejedelmének. Janusz Radziwiłł hetman wielki litewski, úgy döntött, hogy feladja Litvániát Svédországnak (október 20.): a kėdainiai szerződés szerint a svéd király visszaállította volna Litvániának a régi határait.
Novemberben a tatárok körülvették az egész orosz-kozák hadsereget Ternopil mellett. Az orosz katonákat váltságdíj fizetése ellenében elengedték, Bohdan Hmelnickijt pedig rákényszerítették egy szerződés aláírására, amely kötelezte arra, hogy fegyveres segítséget nyújtson Lengyelországnak, és megszakítsa a kapcsolatokat Oroszországgal.
A svéd megrohanás következtében azonban a politikai helyzet annyira megváltozott, hogy maga Alekszej cár sem tudta, milyen álláspontot kellene elfoglalnia. Így a hadműveletek 1655. végétől megszűntek, és 1656 novemberében a felek megkötötték a nemėžisi fegyverszünetet (lengyelül: Niemież), amely szerint Alekszej cárt még János Kázmér király életében megválasztották volna lengyel királlyá, viszont János Kázmér életfogytiglan megőrízte volna a hatalmát.

### Svéd özönvíz

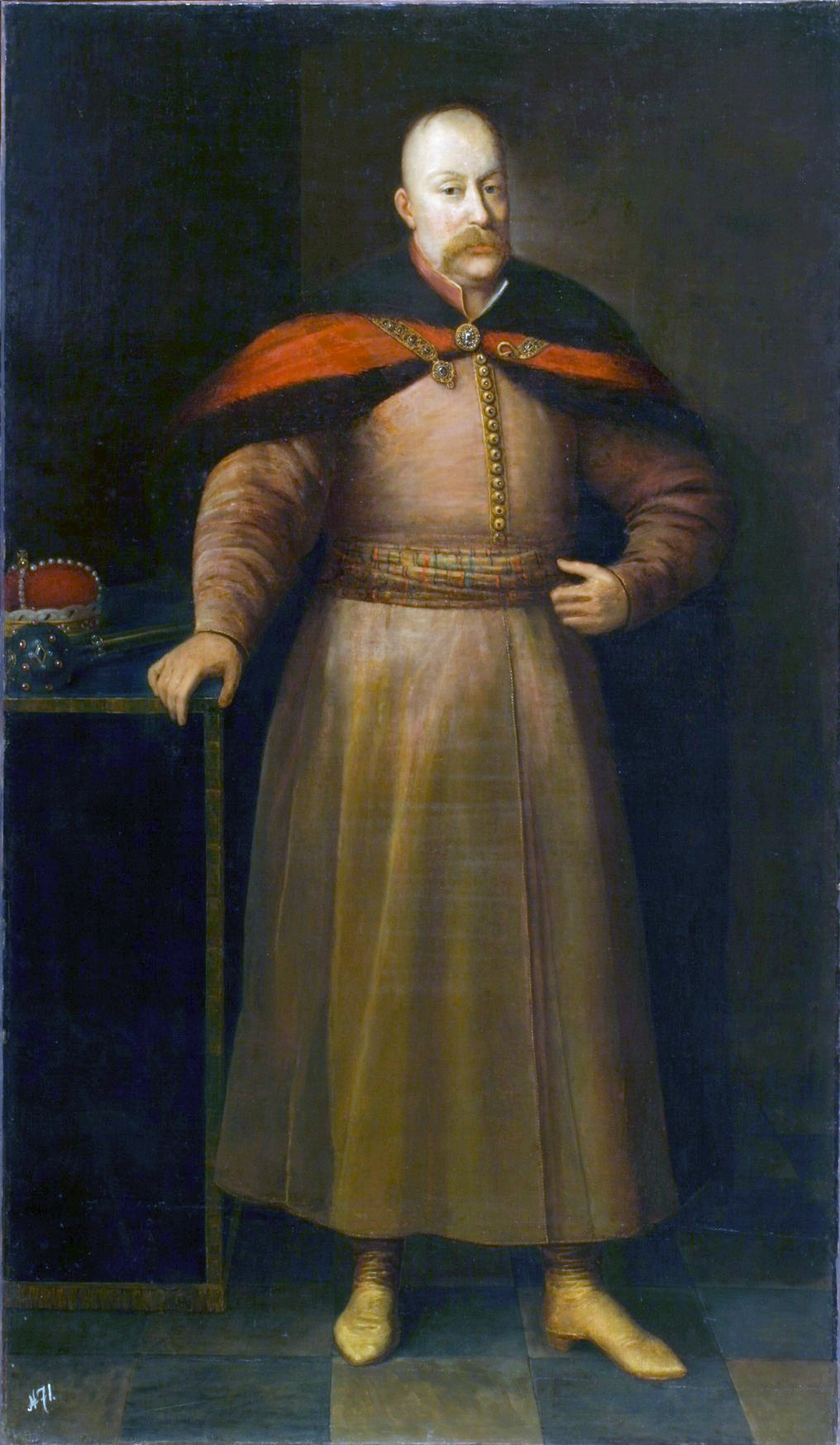
Janusz Radziwiłł

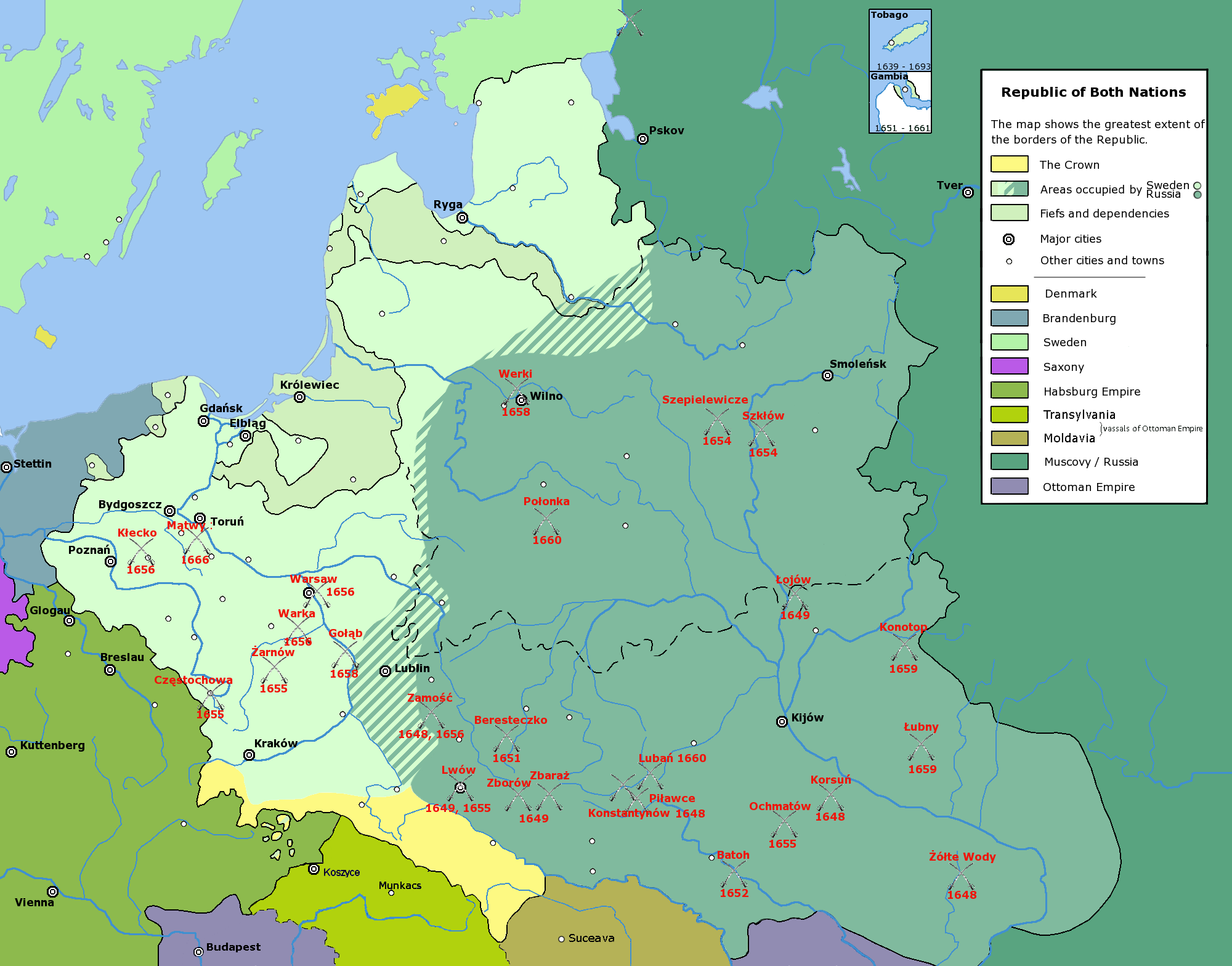
Lengyelország a svéd özönvíz korában

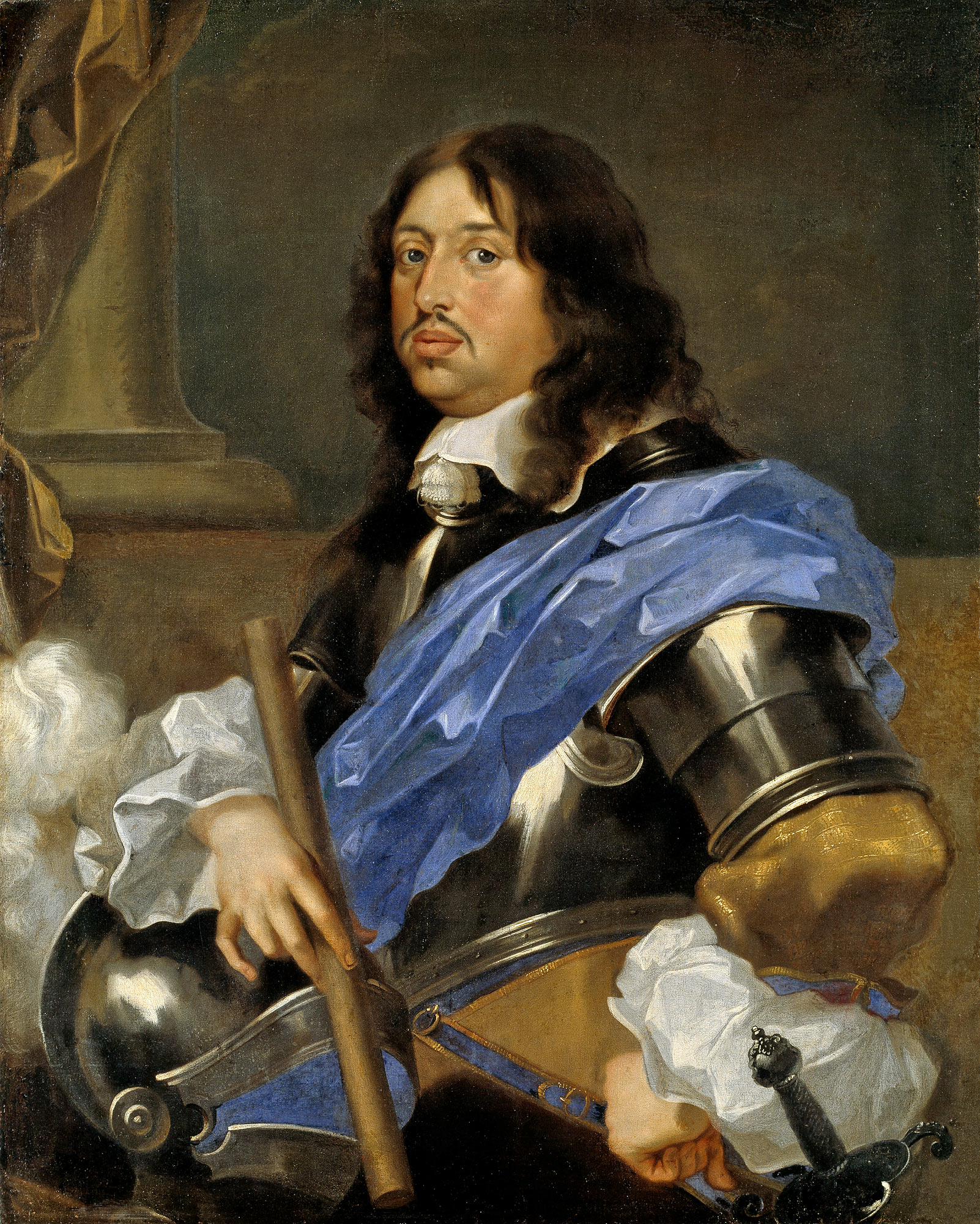
X. Károly Gusztáv svéd király

A harmincéves háború után Svédország erős pozíciót szerzett a Balti-tenger déli partján, de a nagy, tétlen hadserege és az üres államkincstára miatt hadizsákmányra volt szüksége a zsoldok kifizetésére. Lengyelország, amely éppen Hmelnickij kozákjai és Oroszország ellen harcolt, éppen ilyen könnyű zsákmánynak tűnt. Alkalomadtán Svédország meg akarta gátolni a Livóniát veszélyeztető orosz hadsereg előrehaladását. II. János Kázmér lengyel király ugyanakkor az uralkodó svéd Vasa-ház egyik ágának leszármazottjaként folyton a svéd trónra törekedett (és nem ő volt az egyedüli).
1655. július 19-én a svéd hadsereg Arvid Wittenberg feldmarsall parancsnoksága alatt belépett Lengyelországba. A hadseregtől megfosztott pomerániai és Nagy-Lengyelországi városok csaknem harc nélkül megadták magukat, többiek között, július 31-én Poznań. Augusztus 18-án János Kázmér király Varsóból Łęczycába (ma Łódź mellett) ment, azután Krakkóba és Sziléziába. Szeptember 8-án a svédek harc nélkül elfoglalták a lengyel fővárost, és október 17-én ostrommal Krakkót. Nagy- és Kis-Lengyelországgal meg Mazóviával a kezében X. Károly Gusztáv Pomerániába igyekezett, az utolsó olyan tartományba, ahol még létezett a szervezett lengyel védelem. A villámgyors svéd támadást az utókor egy síkságot elárasztó folyóhoz hasonlította, ezért ezt a háborút „özönvíznek” hívják.
Litvániában 1655. október 20-án Janusz Radziwiłł herceg, hetman wielki litewski felbontotta a lengyel-litván uniót, és aláírta a kėdainiai-i szerződést, amely megkötötte Litván Nagyfejedelmet Svédországgal, cserébe a svéd király kötelezte magát, hogy visszaszerzi Litvániának az Oroszország elleni háborúban elvesztett területeit. Radziwiłł herceget nagy mértékben személyes okok irányították: amikor a litván hadsereget vezette az oroszországi háborúban, csak vereségeket szenvedett, amelyekkel a Koronát és személyesen II. János Kázmér királyt vádolta; ezenkívül a herceg protestáns (kálvinista) vallású volt (X. Károly Gusztáv pedig luteránus).
Télen a svédek meghódították majdnem mindegyik pomerániai várost Gdańskon, Puckon és Malborkon kívül.
Hogy megakadályozza János Kázmér kapcsolattartását Lengyelországgal, a svéd hadsereg megszállta a sziléziai határt. A művelet keretében november 18-ától kezdve a svédek próbálták elfoglalni a Jasna Góra-i kolostort, a Mária-kultusz központját . Egyidéjűleg Kis-Lengyelországban felkelés tört ki; december 7-én a svédek elvesztették az első csatát (Krosnónál, Rzeszów és Sanok között), majd a lengyelek visszaszerezték Újszandecet, Oświęcimet, Wieliczkát. December 27-én a svédek abbahagyták Jasna Góra ostromát, ami stratégiai kicsi, de a propaganda szempontjából nagy jelentőségű volt: az „eretnek” luteránusoknak meg kellett hajlaniuk a Legszentebb Szűz hatalma előtt. Majdnem az egész Kis-Lengyelország fellázadt X. Károly Gusztáv ellen. December 31-én meghalt a lengyelek által hazaárulónak tartott Janusz Radziwiłł.
Decemberben János Kázmér elindult Opolétól és Szepesen keresztül elért Krosnóhoz, azután 1656 februárjában Lvivhez. Lviv lett az a hely, ahol a meg nem szállt szabad vajdaságok hadseregeinek gyülekezniük kellett. X. Károly Gusztáv is elindult Lviv felé, de csak Przemyślig érkezett, innen vissza kellett mennie Varsóba. Ettől a pillanattól fogva a svédek nem haladtak előre. A lengyel erők viszont elindultak Nagy-Lengyelországba és Kujáviába, hogy támogassák a partizánharcot, és áprilisban visszaszerezték Bydgoszczot. Ez arra kényszerítette Károly Gusztávot, hogy kihagyja Varsót, és Gdański Pomeránia felé irányuljon, ami megkönnyítette a lengyeleknek a főváros elfoglalását (július 1.).
X. Károly Gusztáv tisztában volt azzal, hogy önállóan nem tudja megtartani a lengyel hódításokat, ezért szövetségeseket kezdett keresni. A követei Bohdan Hmelnickijjel, II. Rákóczi György erdélyi fejedelemmel és Frigyes Vilmos porosz-brandenburgi választófejedelemmel léptek kapcsolatba. Júniusban szerződést kötöttek Brandenburggal, amelynek értelmében Brandenburg megkapta poznańi, kaliszi, łęczycai és Sieradzi vajdaságokat. A lengyelek próbálták rákényszeríteni Frigyes Vilmost, hogy szakítsa meg a szövetséget Károly Gusztávval, és októberben behatoltak a Porosz Hercegségbe, két csatában szétzúzva a porosz hadsereget. Novemberben viszont a nagy-lengyelországi erők megrohanták és elpusztították Brandenburg nyugati részét (ún. Neumark), amelynek következtében a brandenburgiak beleegyeztek, hogy visszavonulnak Nagy-Lengyelországból (három erődítményt, többek között Poznańt kivéve).
1656 végén a svédek csak Pomerániának a Visztula jobb partján fekvő részében, az északi Mazóviában, Łowiczban és Krakkóban tartózkodtak.
A második uralkodó, akivel Károly Gusztáv tárgyalt, II. Rákóczi György erdélyi fejedelem volt. Decemberben mindkét uralkodó megkötötte a radnóti egyezményt, amelyben Lengyelország felosztását tervezték: a svéd királynak jutott volna Pomeránia, Kujávia, az északi Mazóvia, Szamogitia, Livónia és Kurzeme; a porosz-brandenburgi választófejedelemnek Nagy-Lengyelország; Bohdan Hmelnickijnek Dnyepermenti Ukrajna; Bogusław Radziwiłłnak (Janusz Radziwiłł unokatestvére és veje) a Navahrudaki vajdaság; Rákóczi Györgynek a déli Mazóvia és Kis-Lengyelország.
Az erdélyi hadsereg 1657. január végén indult el Lengyelországba, Lviv felé; ehhez csatlakoztak a kozákok. Értesülve a svédek nehéz helyzetéről, Rákóczi visszafordult Krakkó felé, és márciusban érkezett oda; útközben elfoglalta Tarnówot. Májusban a svédek és erdélyiek meghódították Bresztet, júniusban Varsót. Amikor azonban a svéd hadsereg megkapta a parancsot a királytól, hogy szakadjanak el Rákóczitól, és menjenek az uralkodójuk után Szczecinbe, az elárvult és megijedt Rákóczi visszafordult, és utána indultak a lengyelek meg a tatárok. Ezenkívül a lengyelek megtorló hadművelettel pusztították Erdélyt.

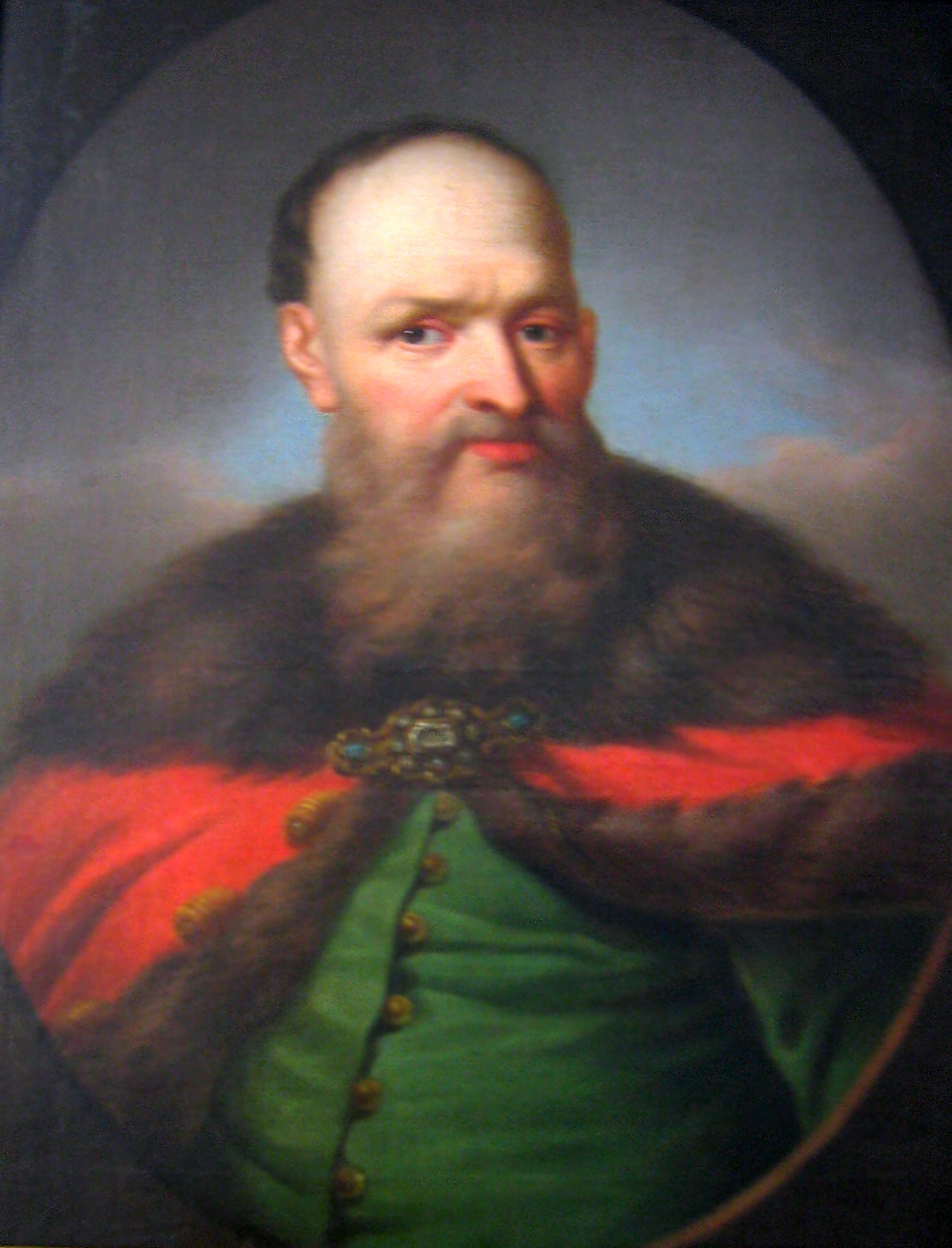
Stefan Czarniecki – svédelleni partizánháború parancsnoka

Július 23-án Rákóczi megadta magát. A hadserege maradéka élen visszaindult Erdélybe, de utolérték a tatárok. Ő maga elmenekült, de a hadserege megsemmisült. Amikor augusztusban Krakkónál megállt a lengyeleket támogató császári hadsereg, az erdélyieknek ezt a várost is kellett hagyniuk, és hamarosan a svédek is megadták magukat. Szeptember 4-én János Kázmér ünnepélyesen belépett a Wawelbe.
Augusztusban a brandenburgi csapatok elhagyták Poznańt és két másik nagy-lengyelországi erődítményt. Külföldi kézben csak Pomeránia egy része maradt (többiek között Malbork, Elbląg, Brodnica, Grudziądz és Toruń).
Hogy elfordítsák Frigyes Vilmos porosz-brandenburgi választófejedelmet Svédországtól, a lengyelek megkötötték vele a bydgoszczi szerződést (1657. szeptember 19.), amelyben Lengyelország lemondott a Porosz Hercegség fölötti hűbéri fennhatóságtól, ennek révén Poroszország független, Brandenburggal perszonálunióban összekötött állammá lett. A brandenburgi hadsereg megkapta a jogot, hogy átjárhatott Poroszországba Gdański Pomeránián keresztül.
Ettől fogva a lengyel hadműveletek csak a „megtisztításra” korlátozódtak. 1658. december 30-án a lengyelek visszaszerezték Toruńt, egy év később Grudziądzot és Brodnicát. A háborút az olivai béke zárta le (Oliwa ma Gdańsk északi kerülete) 1660. május 3-án. Lengyelország lemondott Livónia nagy részéről Rigával együtt, csak Lengyel Livóniát őrizte meg. Elismerte a Porosz Hercegség függetlenségét. II. János Kázmér lemondott a svéd trónt illető követelésről a saját és utódai nevében.
A történészek szerint a svéd támadásnak ugyanolyan tragikus következményei voltak Lengyelország számára, mint a harmincéves háborúnak Németország számára. A támadók tönkretették és elrabolták a nemzeti kultúra számos műemlékét (többségüket a svédek mindmáig nem adták vissza), sok ember meghalt. Mivel az összes támadó fél más felekezetű volt (az oroszok és kozákok – pravoszláv, a svédek és brandenburgiak – luteránusok, Rákóczi – kálvinista), jelentősen megnövekedett az intolerancia és az idegengyűlölet. Az egyik következmény az ariánusokat elűző törvény volt (1658). Lengyelország végül elvesztette Livóniát és Poroszországot; ez utóbbi jelentősen megerősítette Brandenburgot, amely ennek folytán száz év múlva ráerőszakolhatta az akaratát Lengyelországra.

### Az Oroszország elleni háború folytatása (1656–67)

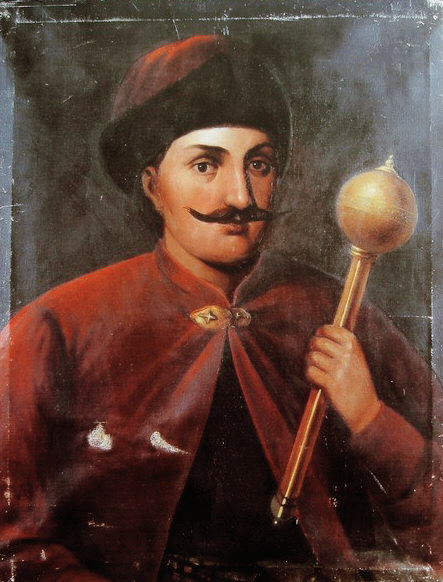
Ivan Vihovszkij

A svéd „özönvíz” szerencsétlenségei következtében a lengyelek másképp látták az ukrán ügyeket. Hmelnickij meghalt 1657-ben; amint a cári hatalom Dnyeper-menti Ukrajnában erősödött, úgy növekedett az elégedetlenek száma. Egyre inkább közeledett a lengyel-kozák egyetértés. 1658. szeptemberben megkötötték a hadjacsi uniót (ukr. Гадяч/Hadjacs – város Ukrajnában, ma a poltavai területen). Ez hasonlított a lublini unióhoz: tervezték létrehozni az Első Köztársaság harmadik részét alkotó Ruszin Fejedelemséget (Księstwo Ruskie), a szerződés pedig biztosította a pravoszláv püspököknek, hogy bekerülnek a köztársasági Szenátusba. A hadjacsi unió a lengyel-orosz háború kiújulásának a legfőbb okává vált; augusztusban (még a lengyel-kozák tárgyalások során) az oroszok támadást indítottak Kaunasnál és a déli Fehéroroszországban. Októberben ismét elfoglalták Vilnát, majd Hrodnát és Navahrudakat.
1659. május 22-én a köztársasági szejm ratifikálta a hadjacsi uniót. De júniusban, azután, hogy a kozák követek hazatértek, zavargások törtek ki: a népesség irigyelte Ivan Vihovszkij atamantól és a kozák sztarsinától a számos „ajándékot” és a nemessé emelést, és azt vélte, hogy ennek az ára a lengyel nemesség visszatérése és új ruszin nemesség kialakulása lesznek. A Dnyeper bal pártján fekvő Ukrajna határozottan Oroszországot támogatta.
Feleletül a hadjacsi unió ratifikálására az orosz hadsereg belépett Ukrajnába, de vereséget szenvedett. Az oroszoknak rá kellett jönniük, hogy a további háború Lengyelország ellen pontos előkészületet követel. Mindkét fél halogatni kezdett, mert Lengyelországnak is időre volt szüksége, hogy befejezhesse a svédországi háborút. Augusztusban azonban kitört a felkelés a balparti Ukrajnában, amelyben lemészárolták az Oroszország elleni háborúhoz kiképzett ruszin katonákat, a hadjacsi unió szerzőinek egyikével együtt. A lengyel-kozák unió véglegesen tönkrement.
1659. október 27-én Jurij Hmelnickij (Bohdan fia) megújította a szerződést Oroszországgal, amit a Kozák Tanács ratifikált, és kinevezte őt atamanná, elbocsátva Vihovszkijt. Ez jelent, hogy a kozákok többsége támogatta az oroszokat, de egy részük, Vihovszkijjal élen elmenekült Lengyelországba. 1659. decemberben az oroszok Litvánia belseje felé indultak, elfoglalták Hrodnát, Lidát és Bresztet, és elpusztították Podlasiét. 1660. elejére az orosz uralmon kívül csak Pinszk környéke és néhány erődítmény maradt.
A svédországi háborút befejezve (1660. május) II. János Kázmér király elhatározta az orosz-lengyel háború bevégzését is. Június 27-én a lengyelek legyőzték az oroszokat a połonkai csatában (Połonka – falu Baranavicsi mellett). Júliusban elértek Minszkhez, és elkezdték ostromolni Vilnát.
Szintén júliusban a lengyel hadsereg elindult Ukrajna felé. A połonkai vereségről értesülvén, az oroszok úgy döntöttek, hogy megvárják a cári parancsokat. Ezen kívül összeütközésbe kerültek a kozákokkal a jövőbeli prédák felosztását illetően. Ez lehangolóan hatott a kozák harci szellemére, a katonák lelkesedés nélkül készültek az eljövendő hadjárathoz. A harmadik tényező a jól működő lengyel felderítés volt, amely tájékoztatott a kozák-orosz hadsereg mozdulatairól. Szeptemberben a lengyelek körülvették őket Csudnivnál (len. Cudnów – Zsitomir környéke), ahol ostrom kezdődött. Októberben a kozákok különbékét kötöttek a lengyelekkel, három héttel később pedig az oroszok. Azoknak végül el kellett hagyni többiek között Kijevet, Perejaszlavot és Csernyihivet. Az orosz főparancsnok, Vaszilij Seremetyev, tatár fogságba esett, és haláláig ott is maradt.
A litván fronton október 8-án eldöntetlen csatára került sor a Basia folyónál (Mahiljov környékén), amelyben a lengyel hadsereg megállította az orosz támadást, és nem is engedte már ebben a háborúban, hogy az ellenség átvegye a kezdeményezést. Novemberben a hadműveletek megszakadtak a közeledő tél miatt.
A lengyelek azonban ezt a kedvező helyzetet nem használták ki, mert a katonák fellázadtak, követelve a hátralékos zsold kifizetését. Ennek következtében a tatárok elkezdték komolyan fontolóra venni, hogy önállóan, se Oroszországra, se Lengyelországra nem tekintve, leigázzák Ukrajnát.
1661. novemberben a lengyelek visszaszerezték Hrodnát és Vilnát. A belső zavargásokkal és vereségekkel legyengített oroszok nem kezdeményeztek semmit. 1663. augusztusban Lengyelország megindította az utolsó kísérletet a háború eldöntésére. A hadsereg Ukrajnán keresztül menve Moszkva felé irányult. 1664. márciusban tizenvalahány mérföldnyire megközelítette a várost, de hirtelen a olvadás miatt vissza kellett vonulnia a Dnyeperig, Lengyelország határáig.
Ezt követően Lengyelországot egy belső konfliktus (Lubomirski-lázadás) foglalta le, az oroszoknak pedig nem telt a háború folytatására. 1667. január 30-án a felek végül megkötötték az andrusovi fegyverszünetet (Andruszów – falu Szmolenszk környékén). Ennek értelmében Lengyelország visszaszerezte Lengyel Livóniát valamint a polacki és Vicebszki vajdaságokat. Oroszország megkapta Szmolenszket és a balparti Ukrajnát, Kijevvel együtt. A megkötött szerződés több mint száz évre két részre osztotta Ukrajnát: az orosz és lengyel részre. A döntés következményei mindmáig láthatóak: a független Ukrajna keleti része Oroszországgal erősen össze van kötve, és szívesen használja az orosz nyelvet, a nyugati részében viszont erősebb az ukrán nemzeti azonosság érzése, és majdnem mindenhol az ukrán nyelvet használják.

### Lubomirski-lázadás(rokosz Lubomirskiego)

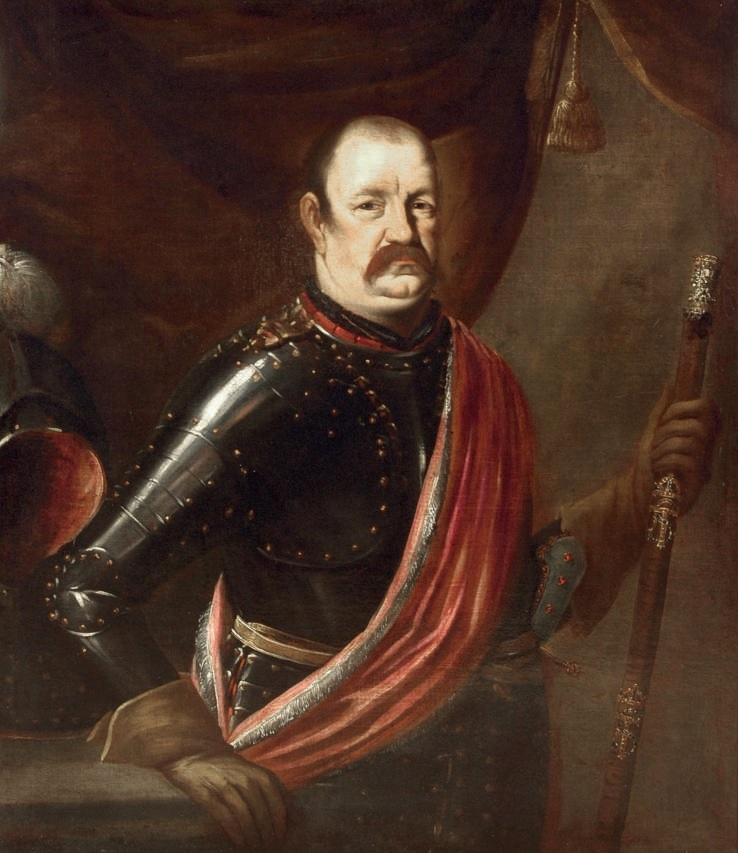
Jerzy Lubomirski

Az Első Köztársaságban a nemesség fegyveres lázadását király ellen rokosznak hívták. Ez a szó a magyar "Rákos mezei országgyűlés" fogalmából származik.
A svédországi háború befejezése után János Kázmér király annyira erősnek érezte magát, hogy úgy döntött, megszervezi utódja megválasztását (ún. vivente rege választás, mint II. Zsigmond Ágost esetében). A törekvései az 1662. évben csúcsosodtak, annak ellenére, hogy még tartott a háború Oroszország ellen, és inkább reformokkal kellett volna foglalkoznia; legtevékenyebben az ügyben Lujza Mária királyné cselekedett. A királyi pár jelöltje Henri Jules de Bourbon volt, Nagy Condé fia. Az összeütközések a királyi pár ötletének hívei és ellenfélei között 1662 tavaszán a polgárháború peremére vezették az országot. A nem fizetett, a svédek és oroszok ellen harcoló hadsereg megkötötte a konföderációt, amelyre a királyellenes párt vezetője, Jerzy Lubomirski hetman polny koronny adott parancsot. 1664 decemberében a szejmi bíróság száműzetésre ítélte, és megfosztotta minden tisztségétől és becsületétől. Lubomirski külföldre távozott.
Mivel a svéd „özönvíz” után a nemesség körében nagy idegengyűlölet uralkodott, a királynak nem volt esélye francia jelöltet ültetni a lengyel trónra. Ezért erővel akarta végrehajtani a választást, közben a folyamatban levő orosz-lengyel háborút elhanyagolta. 1665. április 30-án Lubomirski, Bécsből szerzett pénzen toborzott katonáival együtt, visszatért Lengyelországba. Itt még több katona támogatta és elkezdődött a rokosz. A lázadók ellen a király összevonta a korona összes csapatát Ukrajnából és a litván hadsereg egy részét. Emiatt a Lubomirski-lázadás végéig a jobbparti Ukrajnában csak a tatárok cselekedtek, akik elhitték, hogy kiléphetnek a Lengyelországgal kötött szövetségből és maguk vehetik át a hatalmat Ukrajnában.
A lázadás végkifejletére 1666. júliusban került sor, amikor a lázadók legyőzték a királyi erőket a mątwai csatában (Mątwy – ma Inowrocław kerülete). A csatában nem esett el sok katona, de a csata után Lubomirski emberei néhány ezer foglyul ejtett, gyakorlott katonát mészároltak le. Ezek a katonák hasznosak lehettek volna az orosz-lengyel háborúban, amelynek előnyös kimenetele már lehetetlenné vált. II. János Kázmér királynak le kellett tennie a vivente rege választásra vonatkozó terveirőől; Lubomirskinak visszaadták ugyan a becsületét, de a tisztségeit nem, és Sziléziába száműzték.

### Háború tatárok és kozákok ellen
1666 végén az új kozák ataman, Petro Dorosenko a krími kán és Törökország fennhatósága alá rendelte magát. Néhány hónap korábban a törökök letették a trónról a Lengyelországgal barátságos krími kánt, IV. Mehmet Girájt. Decemberben a tatárok és kozákok szétzúztak egy koronai hadosztályt, ezzel Ukrajnában elkezdődött az új háború.
1667 szeptemberében az óriási tatár hadsereg elindult Vörösoroszország felé, és Dorosenkóval az élen a kozák erők csatlakoztak hozzá. A lengyel védelmet Sobieski János hetman polny koronny vezette. Legénységével megszállta a tatár hadsereg várható útvonalán álló erődöket, és szétszórt az országban számos lovassági osztagokat, hogy védjék meg a népességet a tatároktól. Ezzel a taktikával szemben a tatárok nem mentek sokra, és 1667 októberében aláírták a fegyverszünetet.

### János Kázmér lemondása
Az országban forrongó zavarok következtében János Kázmér 1668. szeptember 16-án lemondott a trónról, és 1669 áprilisában Franciaországba távozott. A kortársai nagyon szigorúan ítélték meg: a nevének kezdőbetűiből “Ioannes Casimirus Rex” az “Initium Calamitatis Regni” (a királyság szerencsetlenségei kezdete) szólást alkották.
Lengyelország siralmas állapotban volt. A háborúk, különösen a svéd özönvíz, nagy mértékben elpusztították az ország gazdaságát. A népesség száma kb. 30%-kal csökkent és 6-7 millióra rúgott. A szántóföldek többsége parlagon hevert. A nemesség, parasztság és a városok népessége elszegényedett. Megromlottak a kapcsolatok a katolikusok, protestánsok és pravoszlávok között. A főurak egyre inkább basáskodtak, tönkrement a nemesi demokrácia rendszere: éppen a János Kázmér korában alakult ki a liberum veto hagyománya, amely lehetővé tette, hogy egy képviselő megszakítsa a szejm ülését, és érvénytelenítsen minden ott hozott határozatot. Utóbb ez a kiváltság lehetetlenné tette bármilyen törvény megszavazását (lásd II. Ágost).

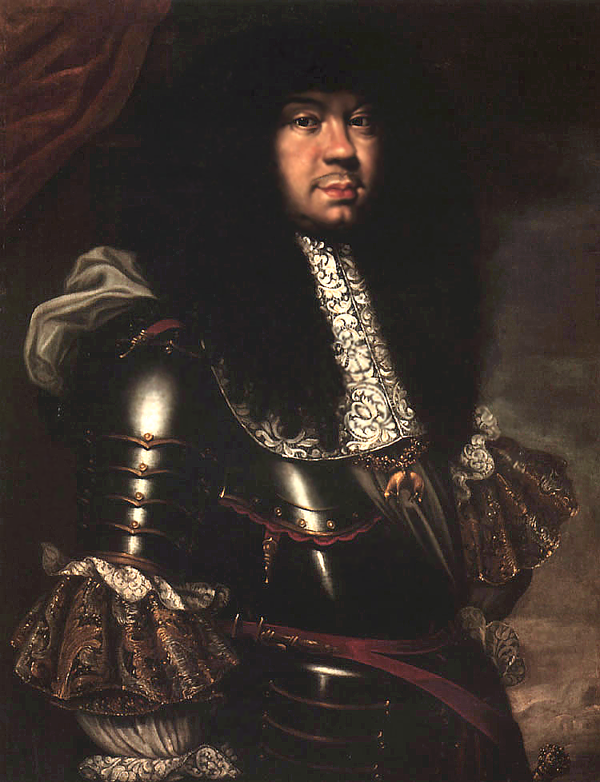
Wiśniowiecki Mihály

## Michał Korybut Wiśniowiecki
II. János Kázmér lemondása után a köznemesek hallani sem akartak külföldi jelöltekről a lengyel trónra. 1669. június 19-én a választási szejm megválasztotta Wiśniowiecki Mihályt (Michał Korybut Wiśniowiecki), a Hmelnickij-elleni harcokban dicsőséget szerzett Jeremi Wiśniowiecki fiát. A főurak azonban a francia jelöltet támogatták. Így két „párt” alakult meg: a „lengyel” és a „francia”. Az összeütközés közöttük Mihály egész (rövid) uralkodása alatt tartott. A konfliktus majdnem lehetetlenné tett Sobieski hetmannak a kozákok és tatárok elleni harcot Ukrajnában, mert a hetman a francia párthoz tartozott, és a lengyel párt megtagadta tőle az erősítést. Sobieski csak védekezni tudott, de nem támadni, így elszalasztotta az alkalmat Ukrajna visszaszerzésére. Csak 1673 márciusában, amikor már mindkét párt készen állt a polgárháború megkezdésére, egyeztek meg a pártok a pápai nuncius közvetítésével a török veszély miatt.
Wiśniowiecki Mihály hirtelen halt meg 1673. november 10-én. A történészek többnyire negatívan értékelik, közepes királynak tartják („nyolc nyelven beszélt, de semmiben nem tudott okosat mondani”), valójában ő maga nem akarta a koronát, csak elfogadta, hogy ne törjön ki polgárháború. A negatív vélemények részben Sobieski János uralkodás alatt alakultak ki, aki gyűlölte őt, mert ő akart király lenni János Kázmér lemondása után.

## III. Sobieski János

### Háború Törökország ellen. Sobieski megválasztása

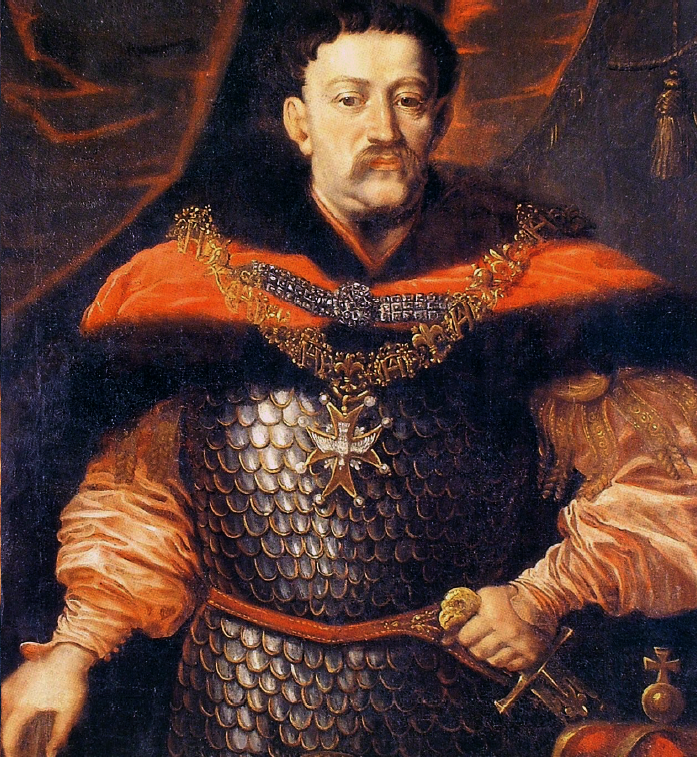
Sobieski János

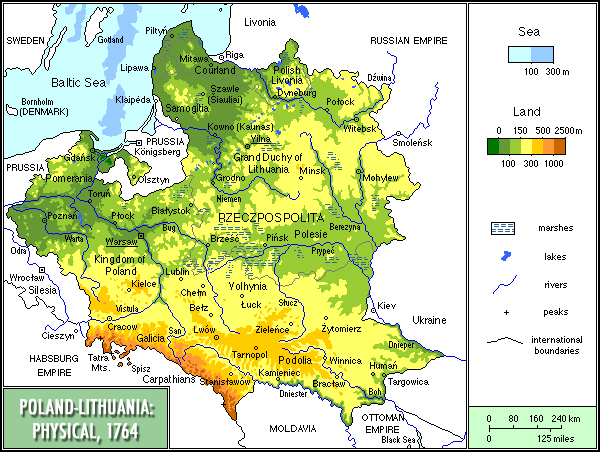
Az Első Köztársaság a karlócai békétől (1699) az első felosztásig (1772)

A koronai hadseregnek a tatárok és Petro Dorosenko kozákjai elleni akciói következtében Törökország 1672. januárban hadat üzent Lengyelországnak. A Velence ellen harcoló törökök először a tatárokat küldték a lengyelek ellen, de augusztusban bevonult Podóliába IV. Mehmed szultán hadserege, és meghódította Kamjanec-Pogyilszkijt (Kamieniec Podolski). Lengyelország, amelyet lefoglalt a „francia” és „lengyel” pártok közötti ellentét, egyáltalán nem volt felkészülve a háborúra. Szeptemberben a törökök elértek Lemberghez, a tatárok pedig a Lublini vajdaságot pusztították. A lengyel tehetetlenség eredménye a bucsacsi szerződés volt (Buczacz – ma Bucsacs, ternopili terület), amelyben Lengyelország átengedte Törökországnak Podóliát Kamjanec-Pogyilszkijjal meg a jobbparti Ukrajna egy részét, sőt évi hűbéradó (úgynevezett harács) fizetésére kötelezte magát.
Mivel a lengyel szejm nem ratifikálta a bucsacsi szerződést, a háború folytatódott. 1673-ban, a „francia” és „lengyel” pártok közötti megegyezés után Sobieski átvette a parancsnokságot a jelentősen létszámú megnövelt hadsereg fölött, amely már képes volt az ellentámadásra. November 11-én a lengyelek a jelentős győzelmet aratták a chocimi csatában. Ezután a siker után Sobieski Moldvát tervezte elfoglalni, de összeütközésbe keveredett a litván hadsereg parancsnokával (Michał Pac), így csak Jászvásárt foglalta el.
Egy nappal a chocimi csata előtt meghalt Mihály király. 1674. május 19-én a választási szejm, a törökök fölött aratott győzelem hatására Sobieskit választotta királlyá.
1674. évben Oroszország hadat üzent Törökországnak, így a lengyel hadsereg Ukrajnában tudott támadni. 1674 őszétől 1675 tavaszáig a tatárok ellen való harcokban a lengyelek elfoglalták az egész jobbparti Ukrajnát. 1675 júniusában a török hadsereg válaszul átlépte Dnyesztert, de félve a támadó Sobieskitól, visszavonult.
1676. augusztusban a török-tatár hadsereg belépett Podóliába, és Sztanyiszlaviv felé indult. Sobieski gyengébb hadereje ellenállt Zsuravnónál (Żurawno – ma a lvivi területen). Október 17-én ott kötötték meg az új fegyverszüneti szerződést, amely lezárta a háborút. Lengyelország visszaszerezte a korábban elvesztett területek egy részét (mintegy egyharmadát) Podóliában és Ukrajnában (Kamjanec-Pogyilszkij nélkül), illetve Törökország lemondott a harácsról. A jobb parti Ukrajna nagyobb része kozák terület maradt Petro Dorosenko parancsnoksága alatt.

### Jaworowói szerződés
Az uralkodása elején a király fő szándéka az volt, hogy Lengyelország erős helyzetet szerezzen a Balti-tengeren és visszaszerezze a Porosz Hercegséget. Ennek érdekében közeli együttműködést akart kötni Svédországgal és Franciaországgal, illetve stabilizálni a kapcsolatokat Törökországgal. Sobieski mindig is Franciaország szimpatizánsa volt.
1675. június 11-én Sobieski Jaworowóban (Lwów környékén) titkos szerződést kötött XIV. Lajos francia király nagykövetével. Ennek értelmében Lengyelország belépett volna a Brandenburg elleni háborúba, amelynek a hadserege a Rajnánál harcolt Franciaország ellen a francia–holland háborúban. Franciaország viszonzásul nem ellenezte volna, hogy Lengyelország visszaszerezze Porosz Hercegséget, sőt rendszeresen pénzzel segítette volna a lengyeleket. Sobieski Svédországgal együttműködve akarta megtámadni Poroszországot. Franciaország azonban megváltoztatta politikai céljáit, és már nem volt érdekelt a jaworowói szerződésben, így a lengyel–francia kapcsolatok fokozatosan változtak, végül a szerződés és diplomáciai kapcsolatok véglegesen megszűntek. Ekkor Sobieski a Habsburg Ausztriával kötött szerződést, amelyben mindkét fél kötelezte magát, hogy segít szövetségesének török támadás esetében.

### Új háború Törökország ellen és béke Oroszországgal
A szejm nem ratifikálta a żurawnói szerződést, úgyhogy Lengyelország és Törökország folyamatosan harcban álltak egymással. A tényleges háború 1683-ban tört ki azt követően, hogy Sobieski megkötötte a szövetséget Ausztriával. A törökök kihasználták a Felvidéken tartó, Habsburg-ellenes Thököly-felkelést, és megtámadták Ausztriát. Amikor nyár végén a török hadsereg Bécset ostromolta, Sobieski Ausztria segítségére sietett. Szeptember 12-én az osztrák-lengyel hadsereg legyőzte a kétszeres túlerőben levő törököket (a lengyelek odsiecz wiedeńskanak, azaz bécsi felmentésnek hívják a csatát). A király ezután tovább indult, és újabb győzelmet aratott a párkányi csatában. Ezeknek a győzelmeknek a nyomán jött létre 1684-ben az úgynevezett Szent Liga, amelyben Lengyelország, Ausztria, a Velencei Köztársaság és a pápai állam szövetkeztek Törökország és krími tatárok ellen.
A következő években folytatódott a Törökország elleni háború, és a lengyelek néhány hadjáratot indítottak Podóliába, Moldvába és Havasalföldre, de jelentősebb sikerek nélkül. 1686-ban Sobieski megszervezett egy nagyszabású hadjáratot Budzsakba (ma a Moldvai Köztársaság és a Duna közötti terület), de nem ért el sikert. Ugyanabban évben, azon fáradozva, hogy megszerezze az orosz támogatást a törökországi háborúban, békét kötött Moszkvában (ezt a lengyel követ családnevéről Grzymułtowski-békének nevezik), amely megerősítette az andrusovi fegyverszünet (1667) határozatait. Ennek értelmében Lengyelország hivatalosan lemondott Szmolenszkről, Kijevről és a keleti Ukrajnáról. A béke feltételei annyira nem illeszkedtek Lengyelország európai helyzetéhez, hogy arra gyanakodtak, a lengyel követet lekenyerezték az oroszok. Ezért a Szejm nem ratifikálta a Grzymułtowski-békét egészen 1764-ig.
1691-ben Sobieski hadjáratot indított Moldva elfoglalásra, de az sikertelenül végződött. Ezt követően abban a hitben, hogy további hadjáratokat fog vezetni, óriási, modern erődítményeket építtetett a török határon, azonban betegeskedni kezdett, és a parancsnokságot már másoknak engedte át. A törökországi háború már a halála után befejeződött, amikor 1699. január 26-án Törökország aláírta a karlócai békét (lengyelül: pokój w Karłowicach). Lengyelország illetően, a törökök lemondtak a jobb parti Ukrajnáról és Podóliáról Kamjanec-Pogyilszkijjal együtt (A másik győztes fél, Ausztria megkapta Magyarországot Erdéllyel együtt). Ez a békeszerződés lezárta a 255 éven át tartó lengyel–török háborúkat és megnyitotta a barátságos kapcsolatok lehetőségét a két állam között.

### Sobieski uralkodásának utolsó évei
Sobieski uralkodása során a király próbálkozásai ellenére a lengyel parlamenti rendszer tovább zilálódott. A törökországi háborúkra összpontosítva Sobieski már nem tudta megváltoztatni az állam rendszerét, sem megszerezni a balti területeket (Nyugati Pomeránia), sem biztosítani a trónt a legidősebb fiának, Jakubnak. A Litván Nagyfejedelemségben kiéleződött az összeütközés a Sapieha- és Pac-családok között, ami utóbb polgárháborúhoz vezetett Litvániában.
III. Sobieski János 1696. június 17-én halt meg.